# Art roman provençal

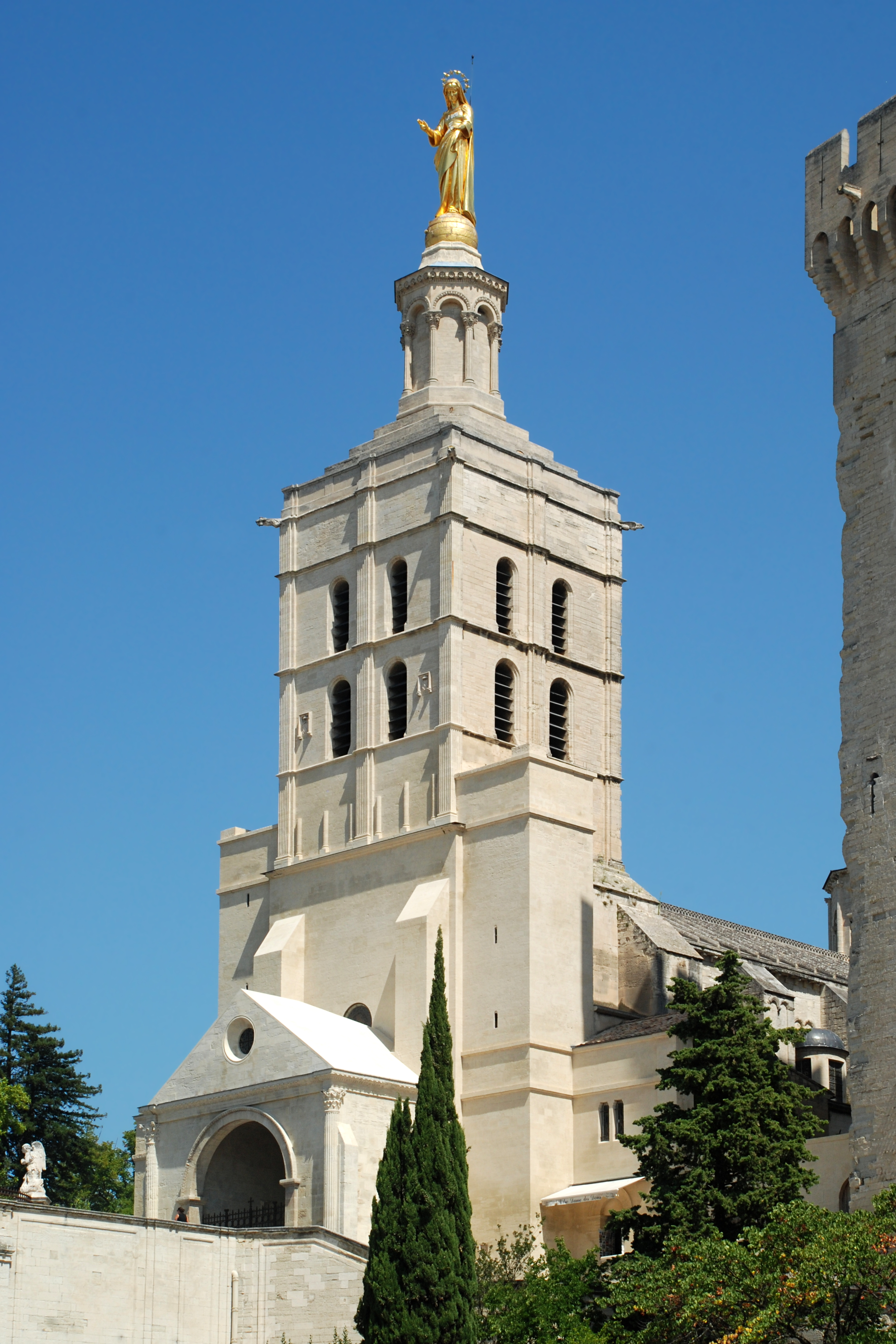
Cathédrale Notre-Dame-des-Doms d'Avignon.

L'art roman provençal présente comme particularité d'être fortement influencé par l'antiquité romaine par le biais des nombreux vestiges romains subsistant en Provence. Par contre, l'influence du style roman lombard y est très limitée, au contraire de l'art roman languedocien voisin.

## Art roman provençal inspiré de l'antique

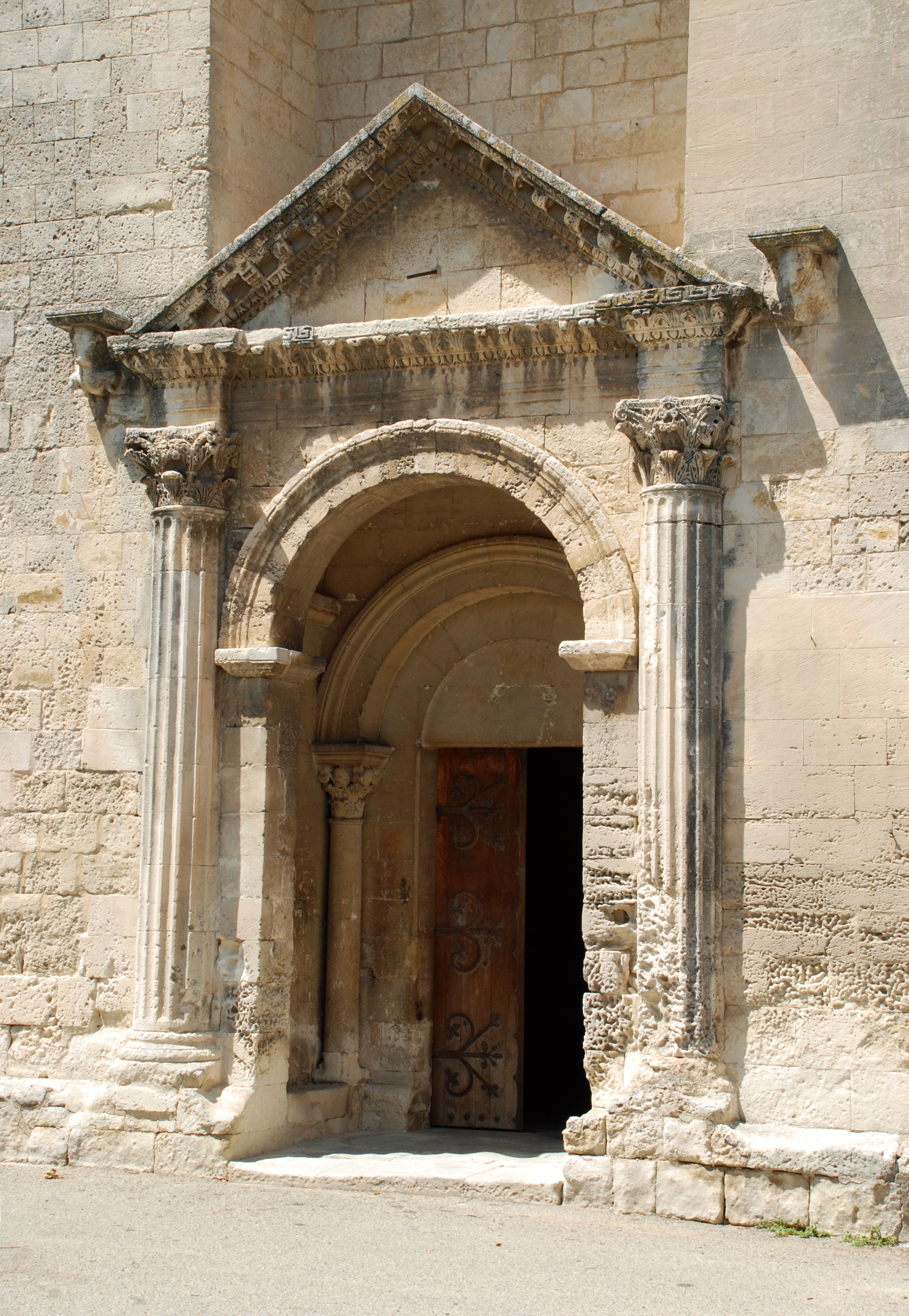
Église de Saint-Restitut : porche à l'antique.

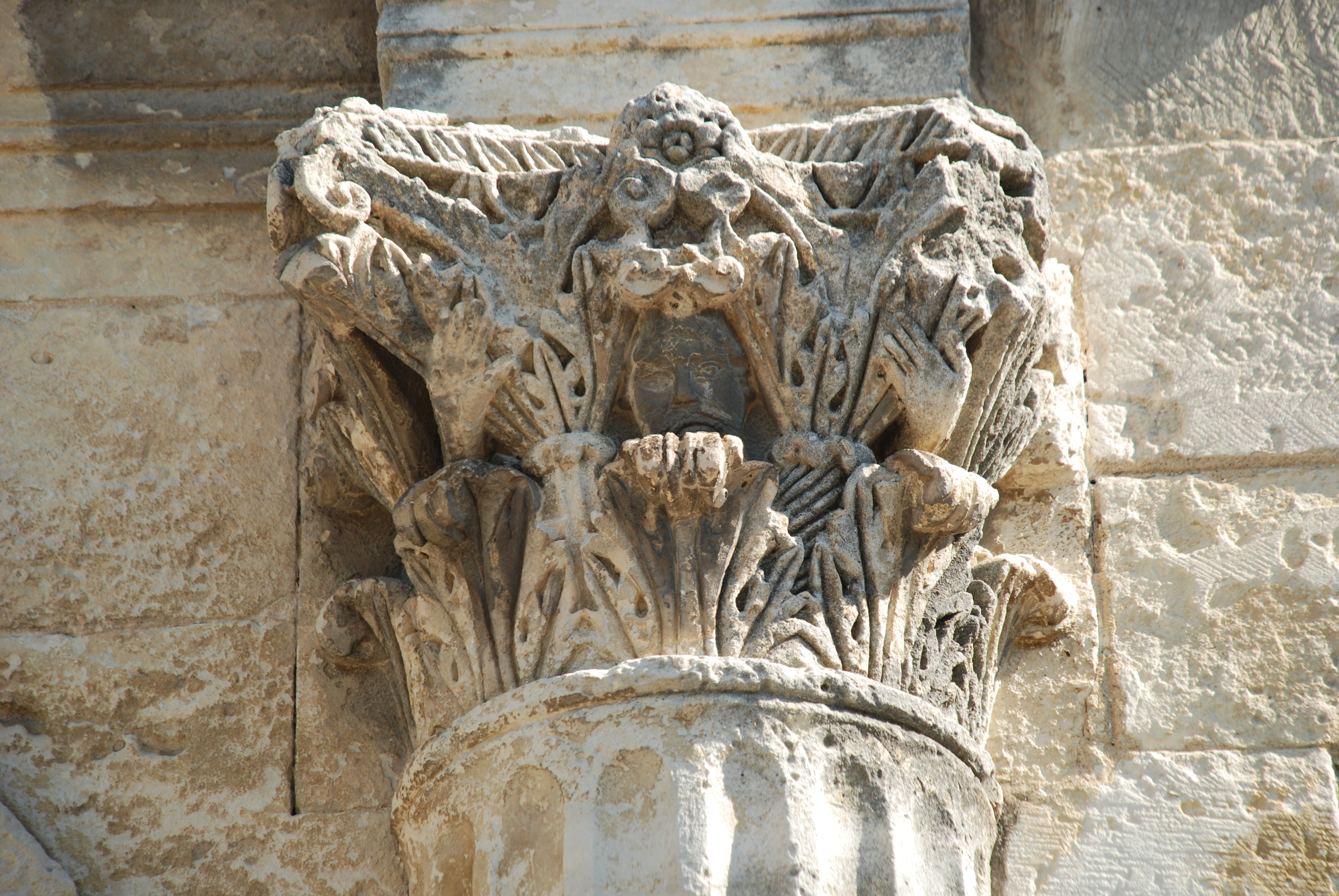
Église de Saint-Restitut : chapiteau inspiré de l'antique.

L'art roman provençal a emprunté de nombreuses caractéristiques stylistiques à l'architecture de l'antiquité gréco-romaine : 
- porches évoquant un arc de triomphe
- frontons triangulaires
- entablements à l'antique constitués d'une architrave, d'une frise et d'une corniche
- colonnes cannelées
- pilastres cannelés
- chapiteaux à feuilles d'acanthe
- divers types de frises :
  - frises de feuilles d'acanthe
  - frises de rinceaux
  - frises de palmettes
  - frises de grecques (variante de la frise de méandres)
  - frises d'oves
- bas-reliefs ornés de rinceaux
- triglyphes

Ornements inspirés de l'antique (cathédrale Notre-Dame-des-Doms d'Avignon)
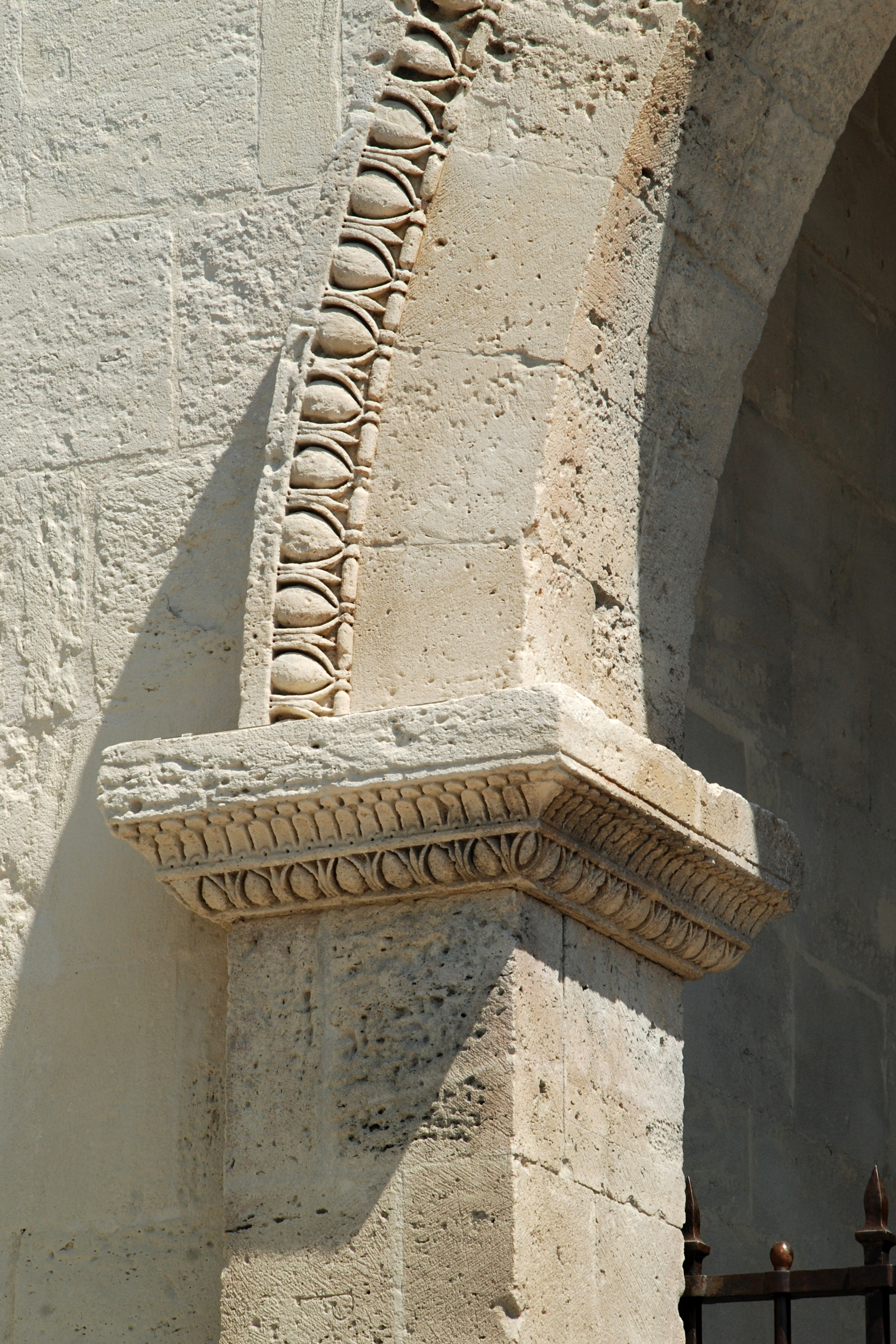
Frise d'oves.
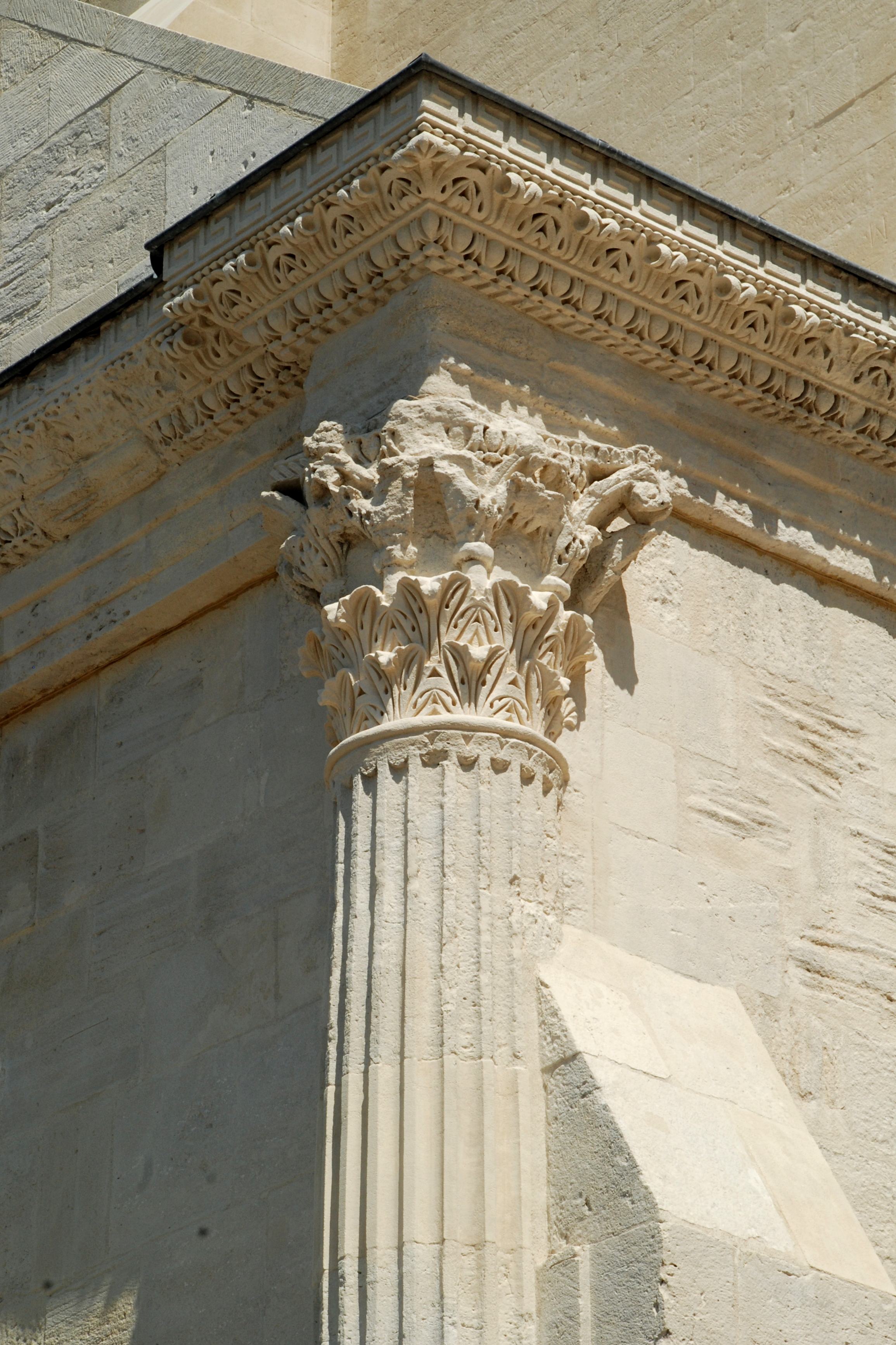
Colonne cannelée et chapiteau.
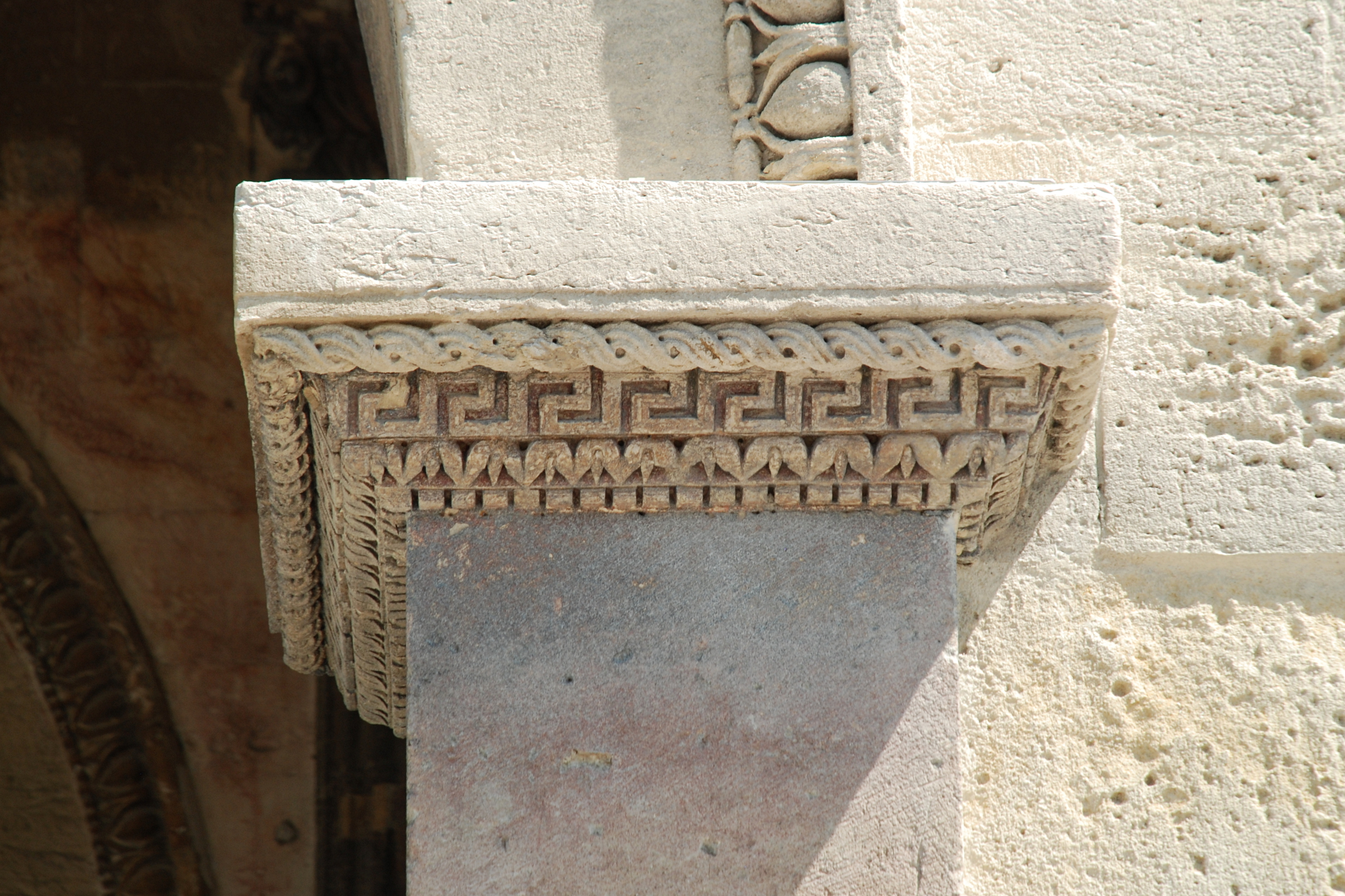
Frise de grecques.
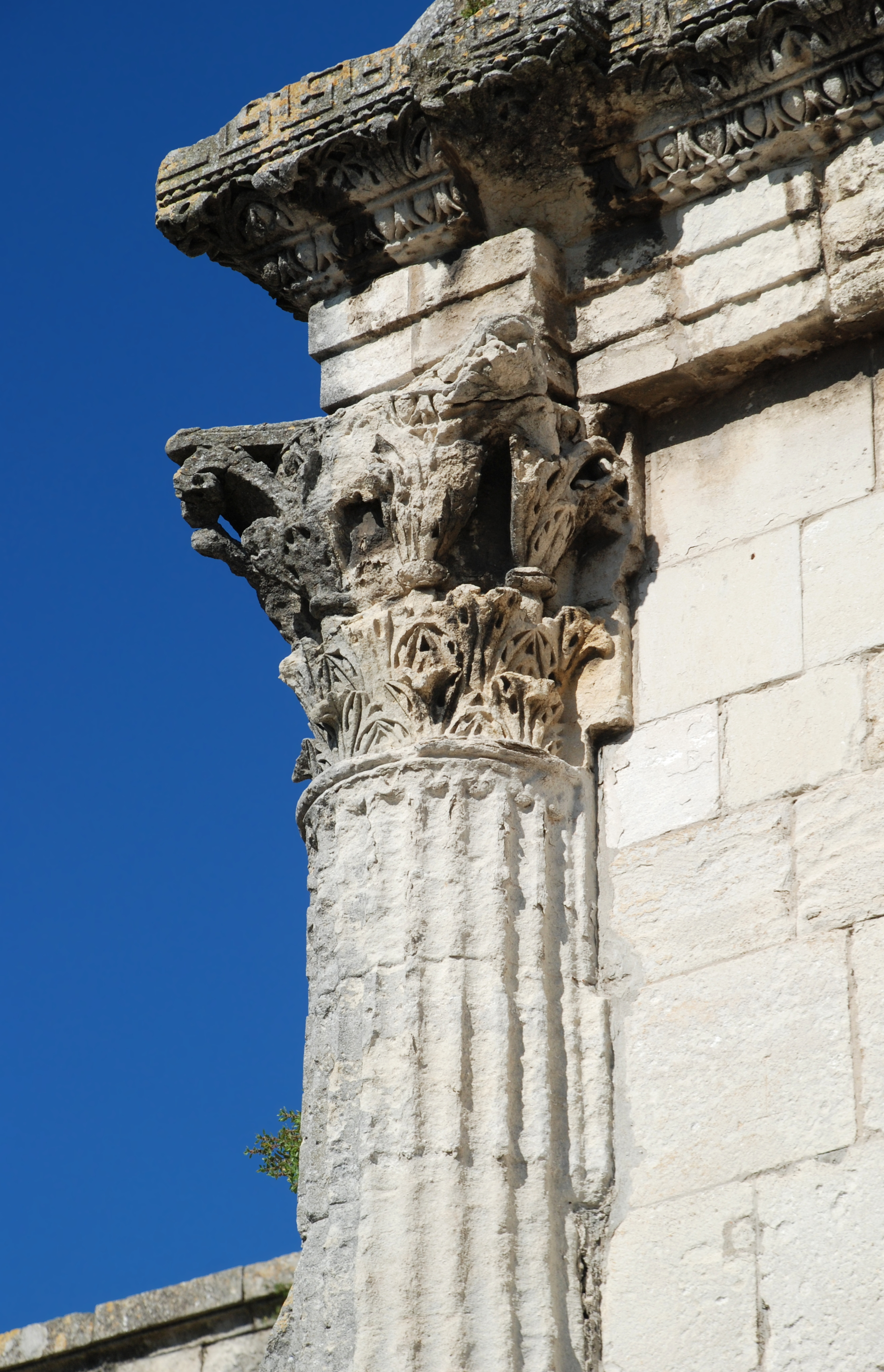
Chapiteau à feuilles d'acanthe.

### Drôme provençale

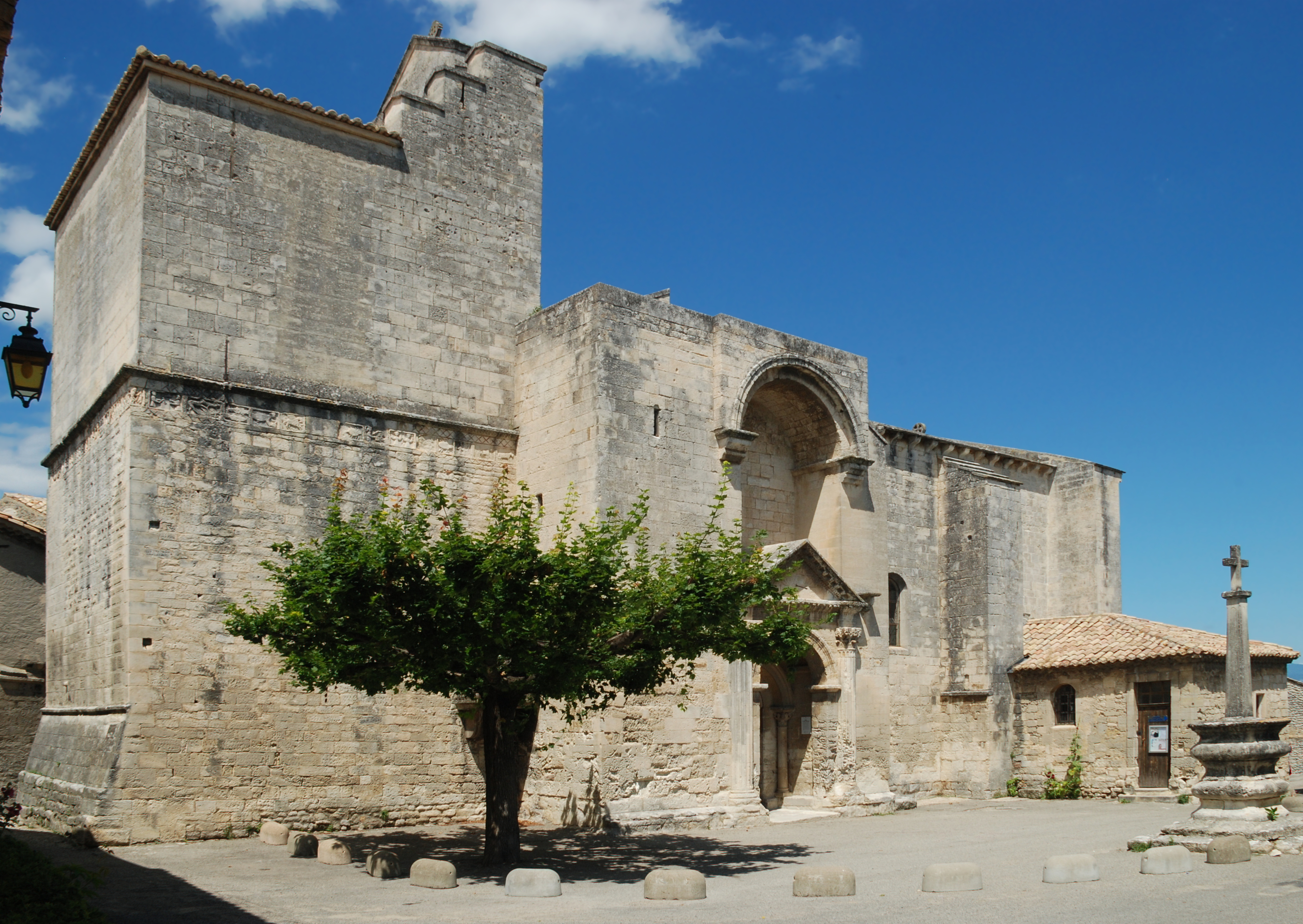
Église de Saint-Restitut.

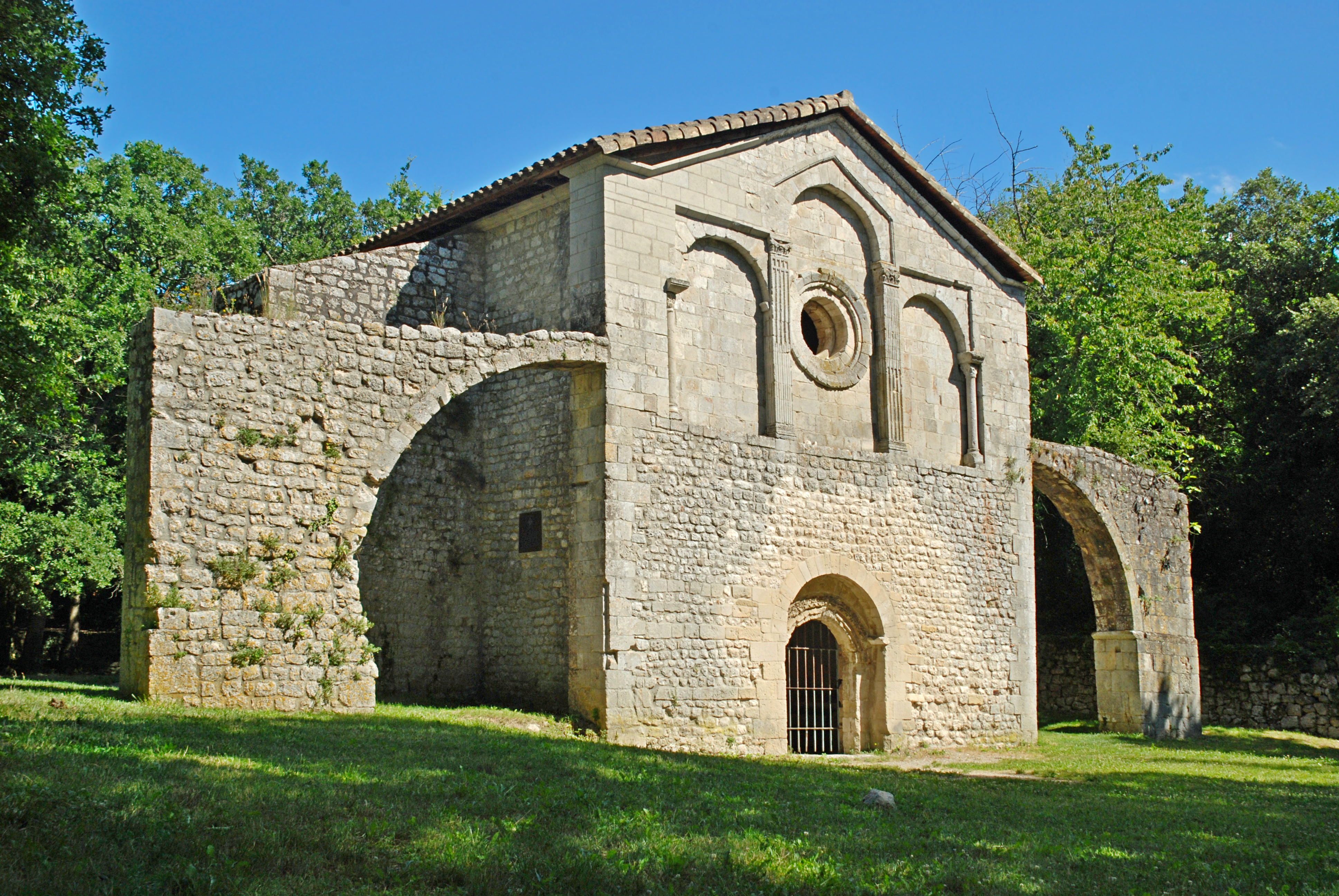
Prieuré du Val des Nymphes.

- Cathédrale Notre-Dame de Saint-Paul-Trois-Châteaux
  - façade occidentale : fronton triangulaire orné d'une frise de grecques, colonnes engagées cannelées, pilastres cannelés, frises de feuilles d'acanthe (ou de palmettes ?) ornant l'oculus
  - portail occidental : frises de feuilles d'acanthe (ou de palmettes ?) ornant plusieurs voussures de l'archivolte
  - façade méridionale : frise de grecques, frise de feuilles d'acanthe, pilastres cannelés encadrant une fenêtre haute, fronton triangulaire à hauteur du transept
  - intérieur du porche méridional : colonnes torsadées, chapiteaux à feuilles d'acanthe, frises de palmettes
  - chevet : chapiteaux carrés ornés de feuilles d'acanthe, entablement à l'antique, frise de palmettes
  - chœur : colonnes cannelées, chapiteaux à feuilles d'acanthe

- Église de Saint-Restitut
  - chevet : chapiteaux à feuilles d'acanthe, entablement à l'antique, frise, corbeaux ornés de palmettes, fronton brisé
  - portail méridional : colonnes engagées cannelées, chapiteaux à feuilles d'acanthe, entablement à l'antique avec frise de palmettes et corniche ornée d'une frise de grecques (très abîmée), fronton
  - nef : frise à feuilles d'acanthe

- La Garde-Adhémar : Prieuré du Val des Nymphes
  - façade : pilastres cannelés, chapiteaux à feuilles d'acanthe

- Église Saint-Michel de La Garde-Adhémar
  - fenêtre de la façade occidentale : fronton sur pilastres, pilastres surmontés de chapiteaux à feuilles d'acanthe
  - corniches de la façade et de l'abside occidentales : modillons ornés de feuilles d'acanthe

- Église Notre-Dame-de-Beauvert (Sainte-Jalle)
  - portail : frises de feuilles d'acanthe ornant les voussures, chapiteaux à feuilles d'acanthe

### Vaucluse

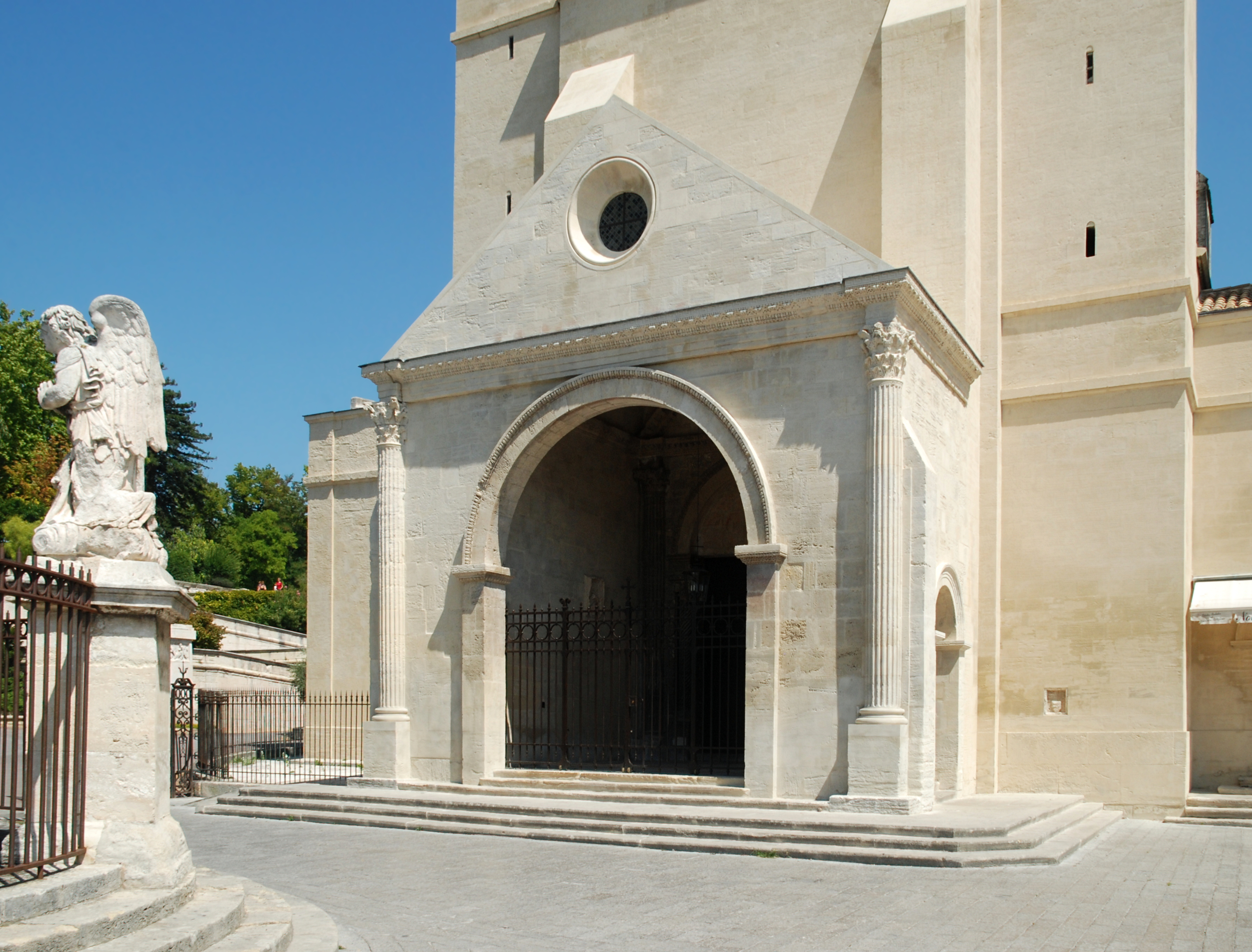
Notre-Dame des Doms : porche à l'antique.

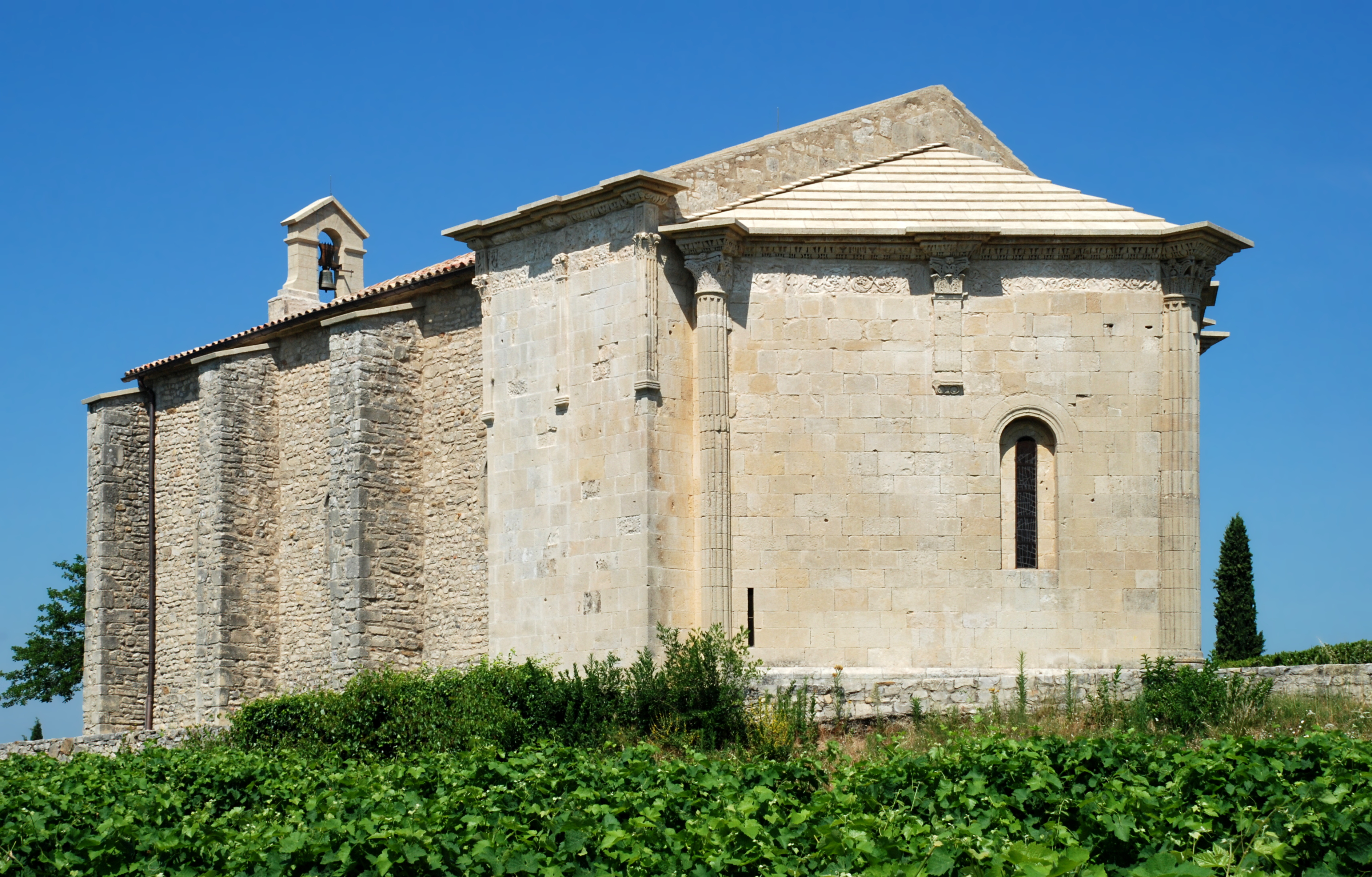
Chapelle Saint-Quenin de Vaison-la-Romaine.

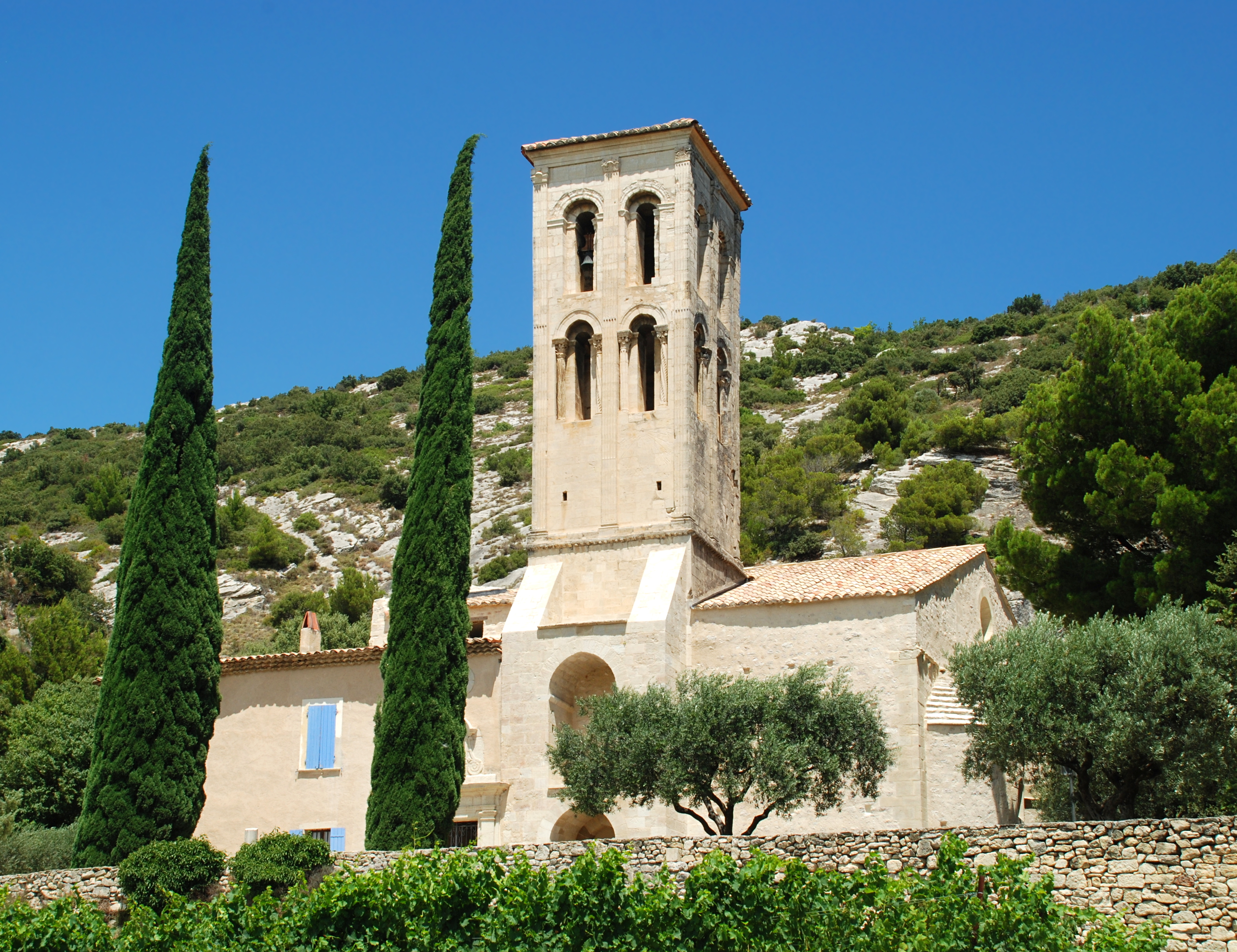
Chapelle Notre-Dame d'Aubune.

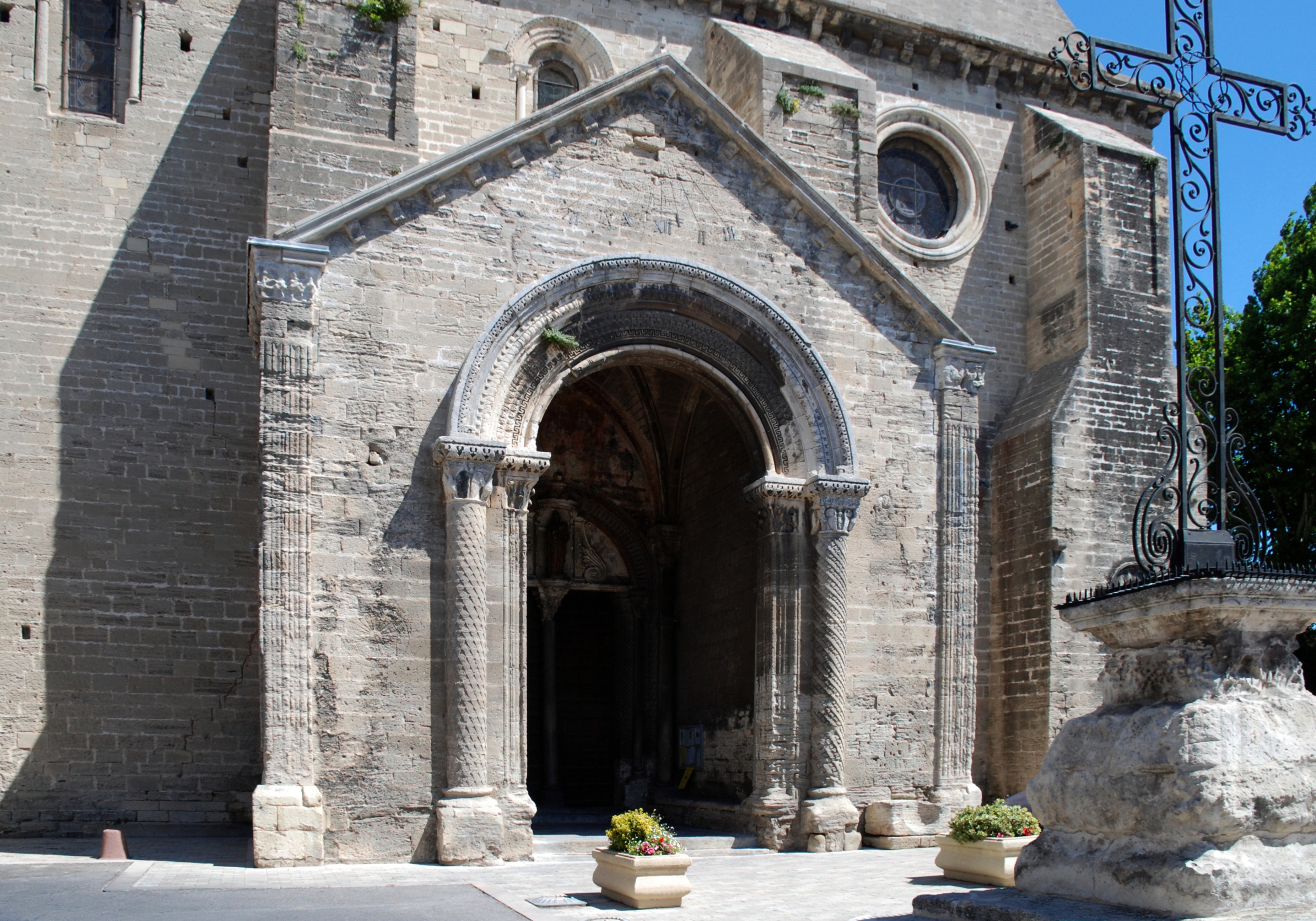
Notre-Dame-du-Lac du Thor : porche à l'antique.

- Cathédrale Notre-Dame des Doms d'Avignon
  - porche : entablement à l'antique, frise de grecques, colonnes engagées cannelées, chapiteaux à feuilles d'acanthe
  - clocher carré : pilastres cannelés sur toute la hauteur du clocher, colonnes engagées

- Cathédrale Notre-Dame-et-Saint-Véran de Cavaillon
  - chevet pentagonal : colonnes cannelées engagées aux angles du chevet, frise de palmettes bordant la fenêtre axiale (bouchée)
  - façade méridionale : frise de rinceaux

- Cathédrale Notre-Dame-de-Nazareth d'Orange
  - portail méridional : colonnes engagées cannelées, chapiteaux à feuilles d'acanthe, frises et rosettes

- Chapelle Saint-Quenin de Vaison-la-Romaine
  - chevet triangulaire : colonnes cannelées, pilastres cannelés, chapiteaux à feuilles d'acanthe, impressionnant entablement à l'antique avec frise de rinceaux sous la corniche
  - travée de chœur : pilastres cannelés, chapiteaux à feuilles d'acanthe, entablement à l'antique

- Chapelle Notre-Dame d'Aubune
  - clocher carré : pilastres cannelés sur toute la hauteur du clocher, colonnettes cannelées, chapiteaux à feuilles d'acanthe

- Église Notre-Dame-du-Lac du Thor
  - porche méridional évoquant un arc de triomphe : pilastres cannelés, colonnes engagées, chapiteaux à feuilles d'acanthe, frises de palmettes, frise de grecques, frise d'oves
  - portail occidental : pilastres cannelés, colonnes engagées, fronton triangulaire
  - chevet : pilastres cannelés, chapiteaux à feuilles d'acanthe enroulées

- Église Notre-Dame-de-Nazareth de Pernes-les-Fontaines

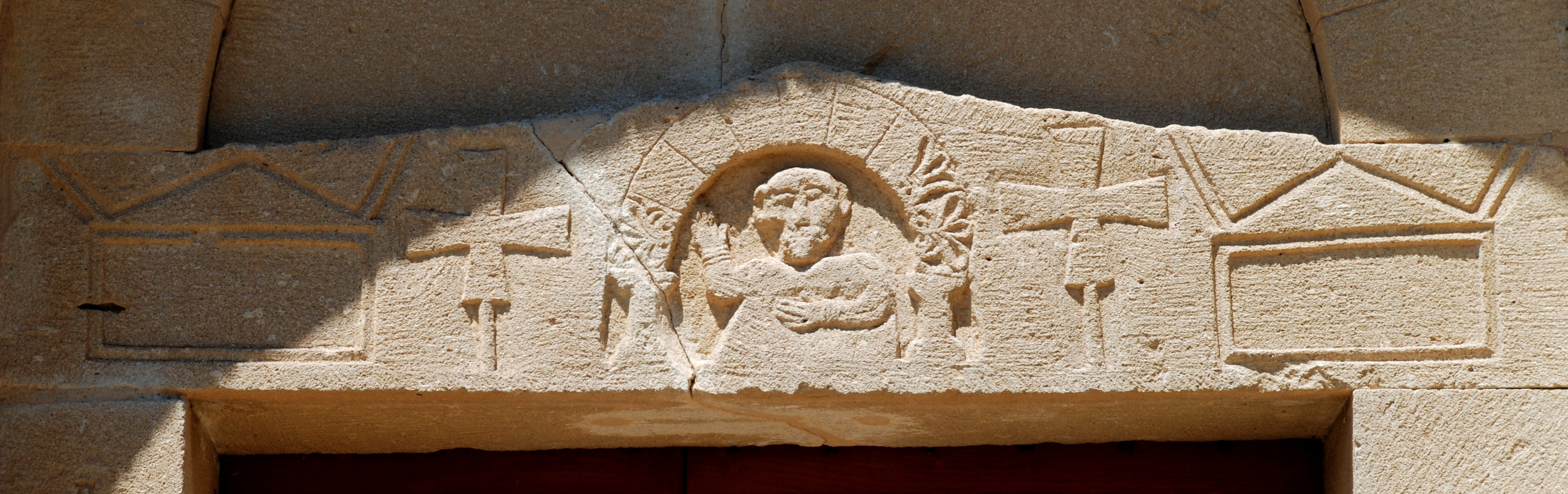
Le linteau roman de la chapelle du Saint-Sépulcre de Beaumont-du-Ventoux.

  - portail méridional : colonnes engagées cannelées, chapiteaux à feuilles d'acanthe, vestiges d'un fronton sur entablement à l'antique avec frise

- Abbaye de Saint-Ruf d'Avignon
  - arc triomphal : pilastres cannelés
  - nef (en ruines) : colonnes cannelées, pilastre cannelé, chapiteaux à feuilles d'acanthe

- Chapelle Notre-Dame-de-Nazareth d'Entrechaux
  - façade : pilastres cannelés encadrant la fenêtre haute (partiellement masquée par le porche moderne)
  - porte d'entrée : pilastres cannelés, chapiteaux ornés de palmettes

- Fontaine-de-Vaucluse : église Saint-Véran
  - nef : colonnes cannelées engagées, chapiteaux à feuilles d'acanthe

### Bouches-du-Rhône
- Arles : basilique Saint-Trophime

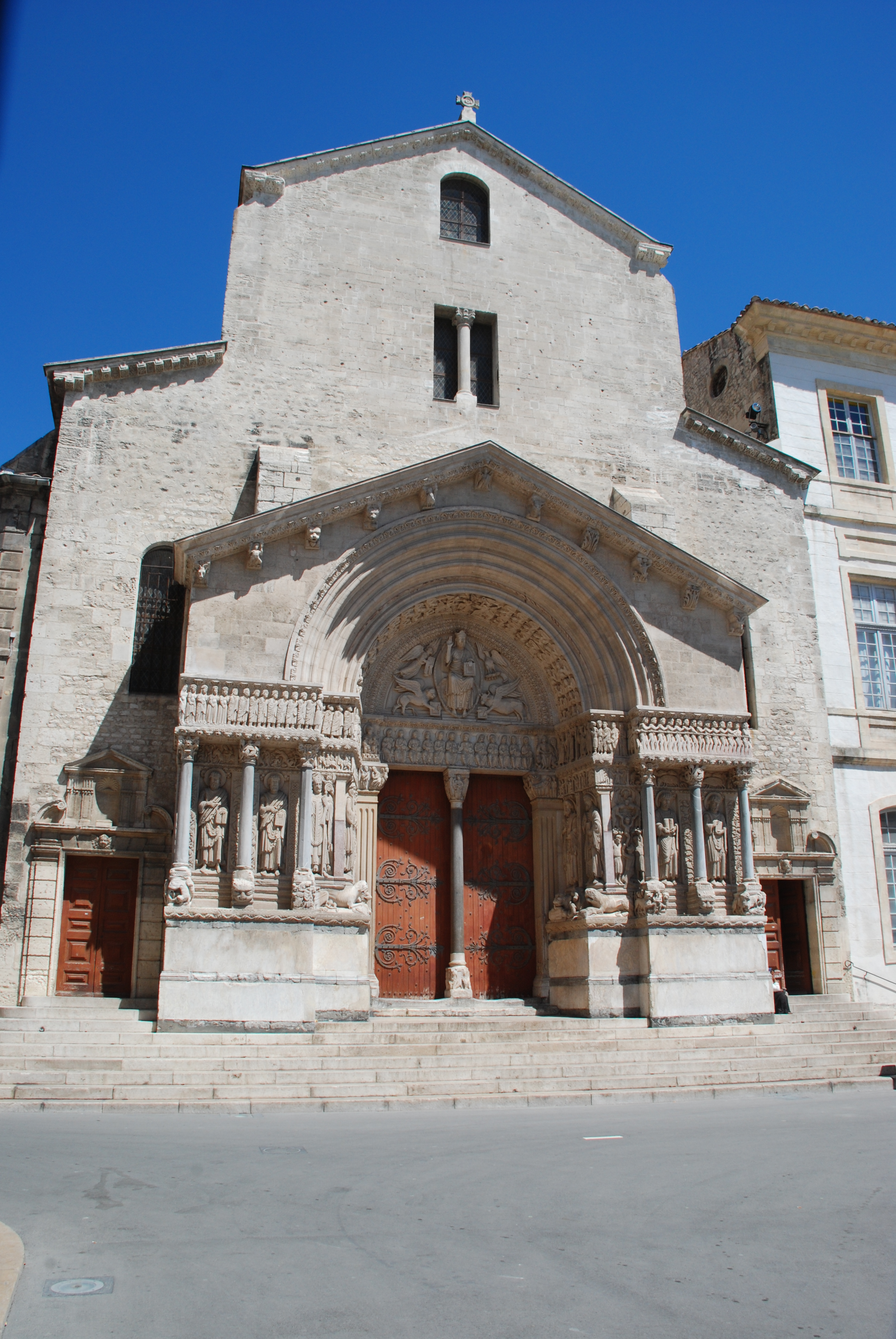
Saint-Trophime : porche à l'antique.

  - porche évoquant un arc de triomphe, avec pilastres cannelés, chapiteaux à feuilles d'acanthe, frises de grecques, frises de feuilles d'acanthe, frises de palmettes, frises de rinceaux, bas-reliefs ornés de rinceaux
  - cloître : colonne carrée cannelée surmontée d'un chapiteau à feuilles d'acanthe et d'un entablement à l'antique, frises de rinceaux ou de feuilles d'acanthe et pilastres cannelés surmontant les sculptures situées aux angles du cloître

- Chapelle Sainte-Croix de Montmajour
  - frontons triangulaires
  - corniches de feuilles d'acanthe ornant les absides

- Chapelle Saint-Gabriel de Tarascon
  - portail : colonnes engagées cannelées, chapiteaux à feuilles d'acanthe, fronton sur entablement à l'antique, frises d'oves, frises de feuilles d'acanthe, frise de méandres
  - oculus : frises de feuilles d'acanthe

- Église Sainte-Marthe de Tarascon
  - portail : frises d'oves sur l'archivolte, entablement à l'antique surmontant les chapiteaux du portail, avec frise de feuilles d'acanthe
  - fausse galerie : pilastres cannelés, colonnes au fut rond ou polygonal, chapiteaux à feuilles d'acanthe, entablement à l'antique avec frise de feuilles d'acanthe, rosaces sous la galerie

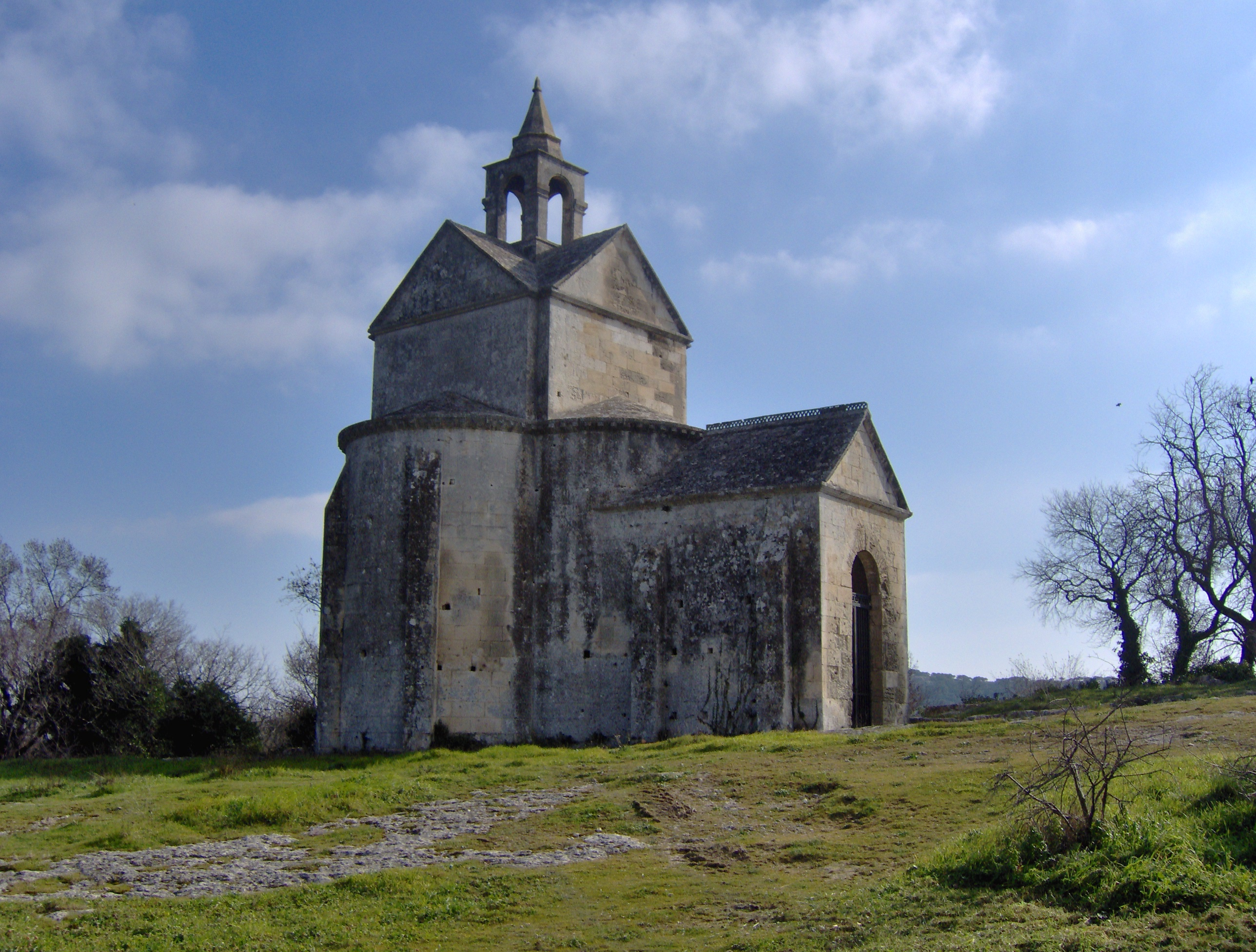
Abbaye de Montmajour - La chapelle Sainte-Croix.
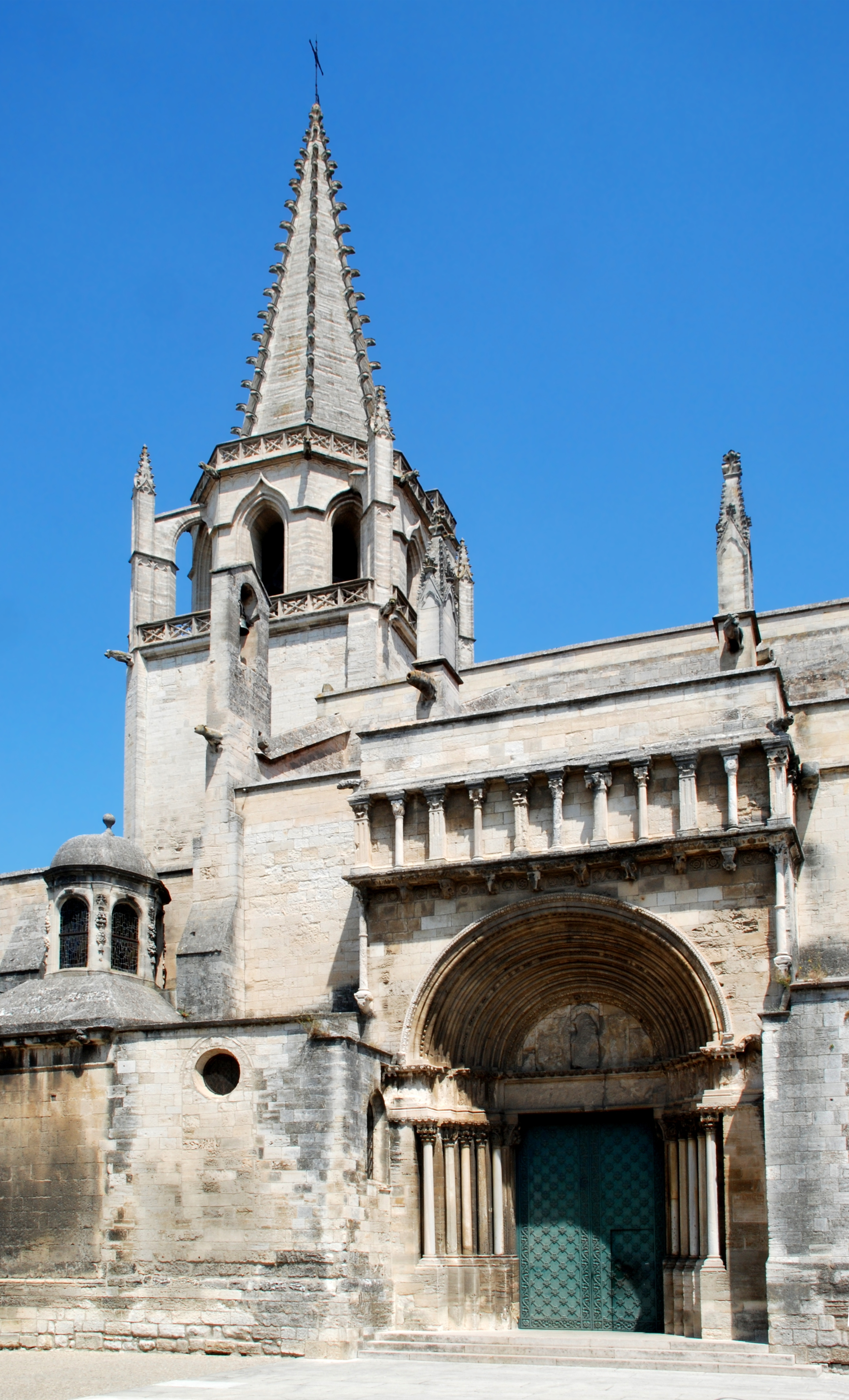
Église Sainte-Marthe de Tarascon.
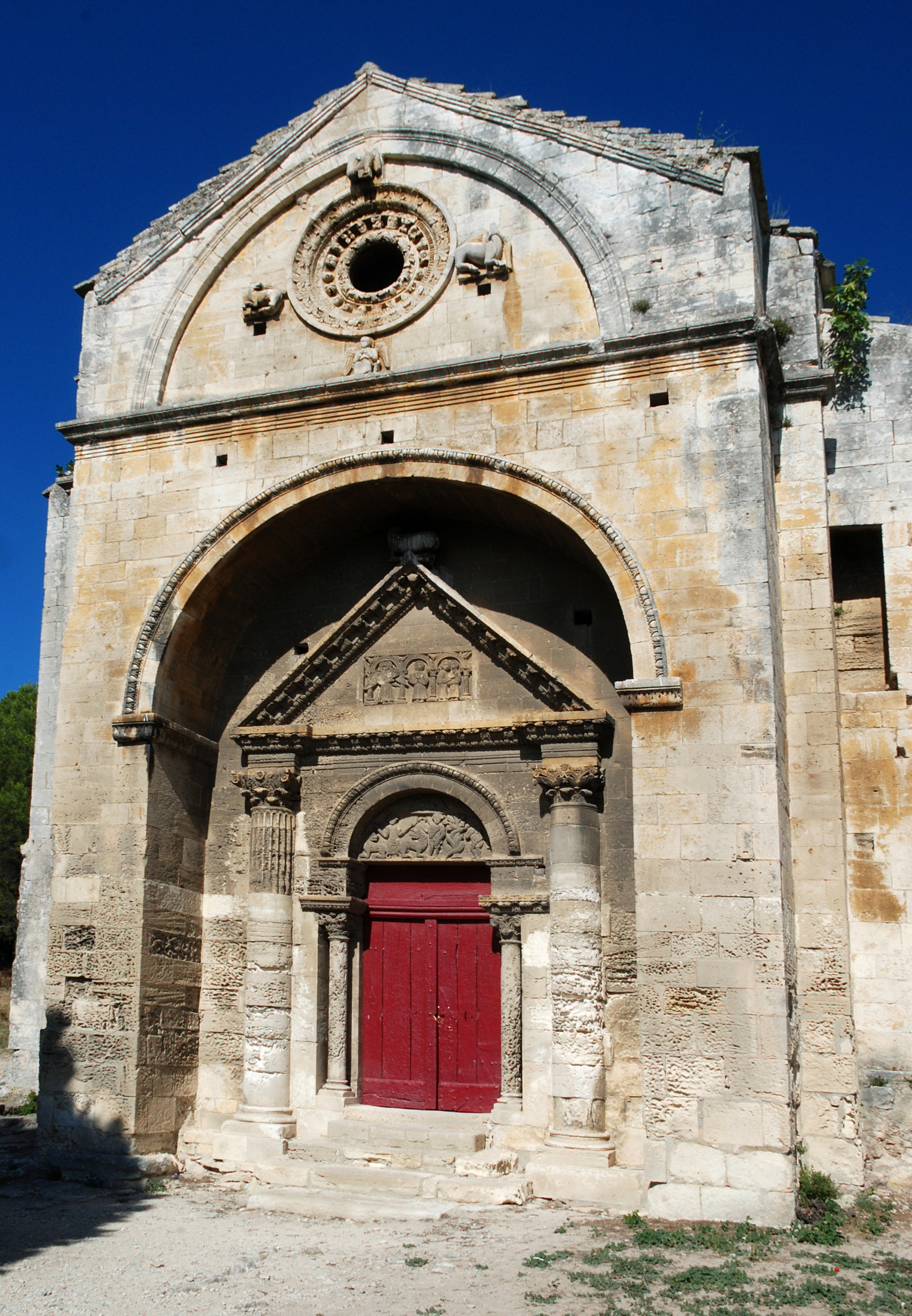
Chapelle Saint-Gabriel de Tarascon.

### Alpes-de-Haute-Provence
- Prieuré Notre-Dame de Salagon à Mane (Alpes-de-Haute-Provence)
  - portail : chapiteaux à feuille d'acanthe
  - chœur et nef : chapiteaux à feuille d'acanthe et à palmettes

### Hautes-Alpes
- Prieuré de Saint-André-de-Rosans
  - mosaïques

## Art roman provençal influencé par l'art hispano-mauresque

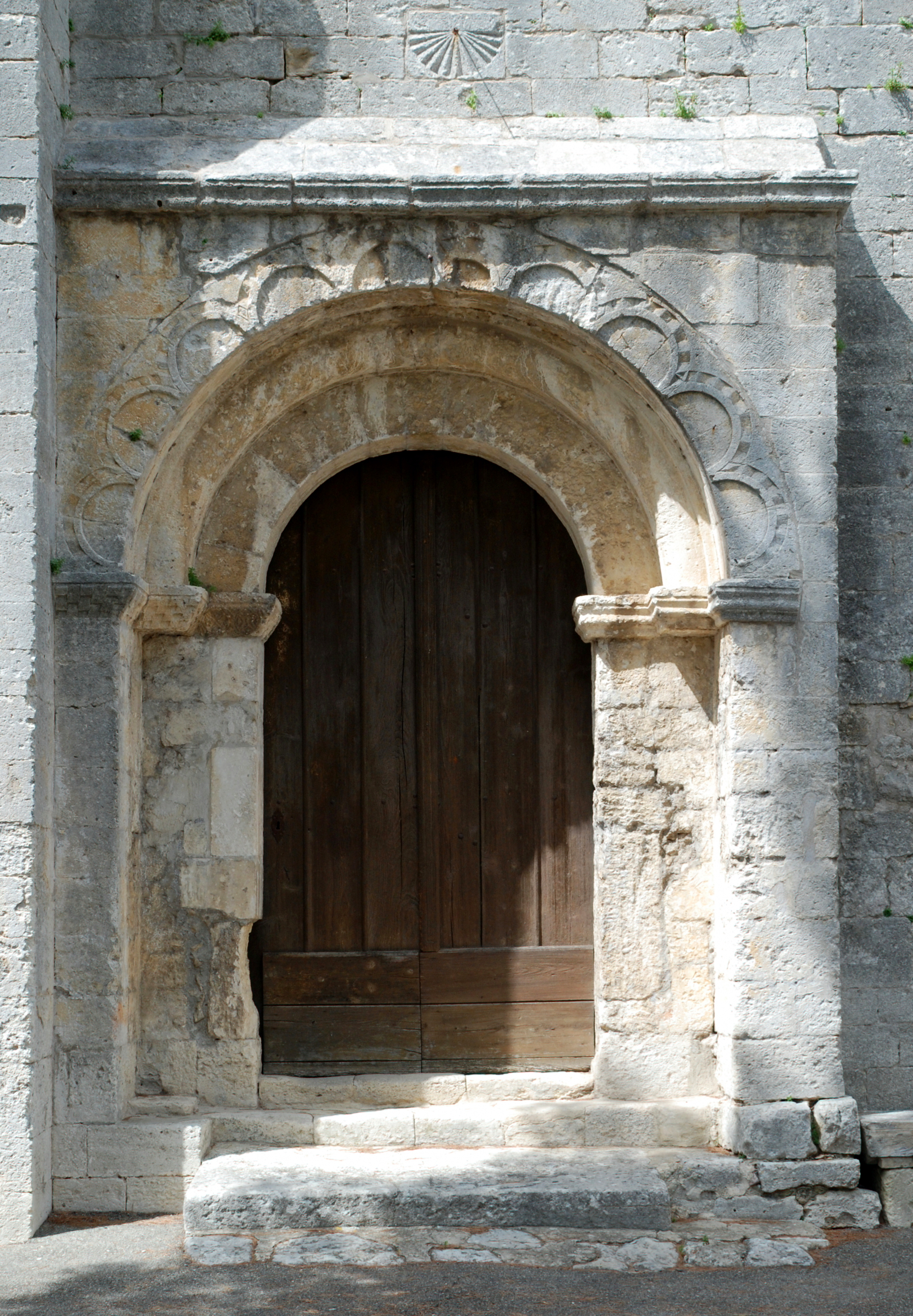
Chapelle Saint-Marcellin de Boulbon.

Certaines églises romanes de Provence montrent une influence hispano-mauresque véhiculée par les pèlerins le long des grandes routes du Pèlerinage de Saint-Jacques-de-Compostelle, en l'occurrence la Via Tolosane et la Via Francigena.
Cette influence est représentée par l'arc polylobé et ses variantes, l'arc à archivolte polylobée et l'arc festonné :
- Saignon : église Notre-Dame de Pitié
  - façade ornée d'une arcature d'arcs polylobés (trilobés)
- Chapelle Saint-Marcellin de Boulbon
  - portail orné d'un arc à archivolte polylobée
- Monastère de Ganagobie : 
  - portail orné d'un arc festonné brisé

## Art roman provençal de style roman lombard

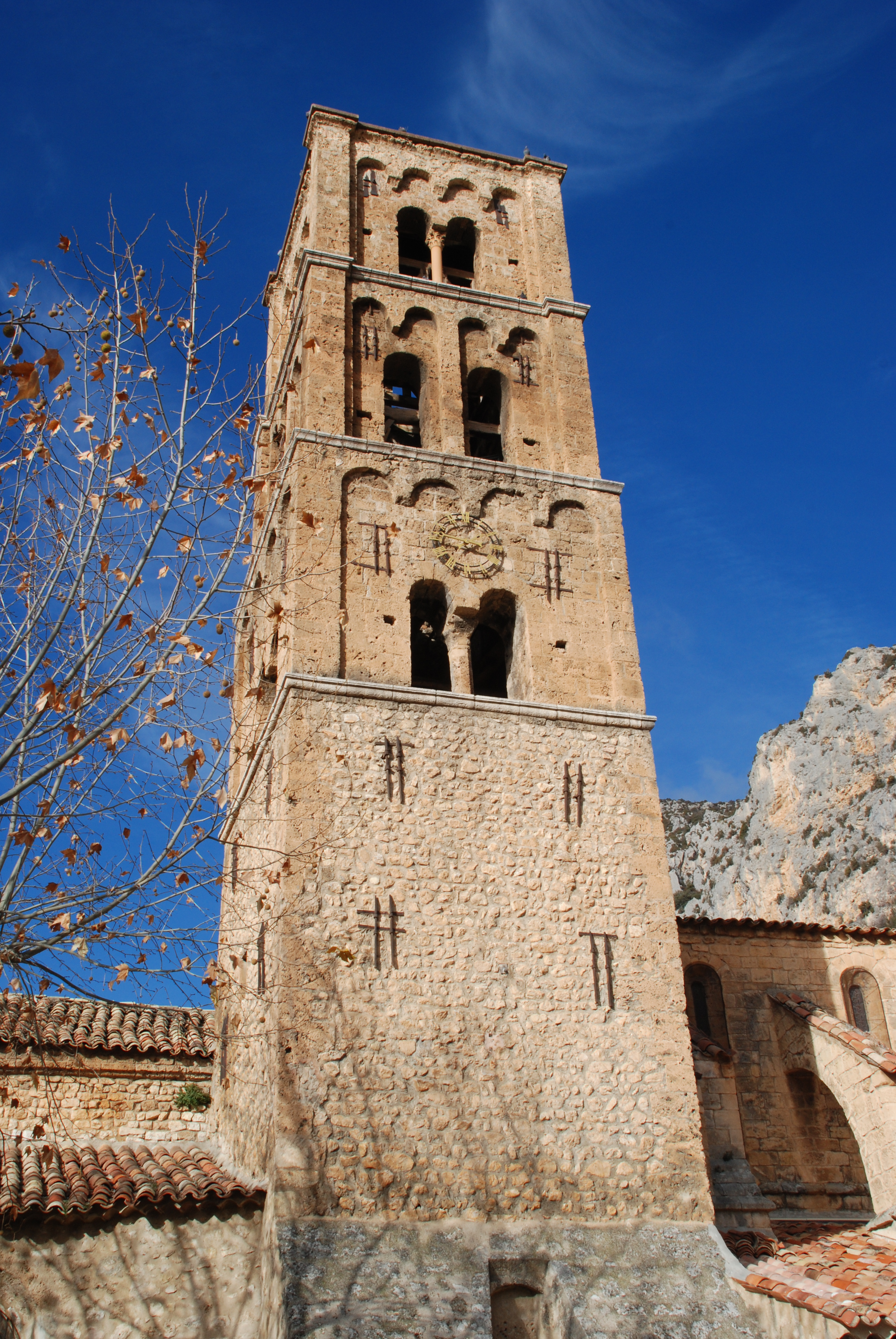
Moustiers-Sainte-Marie.

L'influence du style roman lombard est très limitée en Provence, au contraire de l'art roman languedocien voisin. On ne trouve en Provence que peu d'édifices romans arborant une décoration de bandes lombardes et de lésènes :
- Abbaye Saint-Eusèbe de Saignon
- Église Notre-Dame-de-l'Assomption de Moustiers-Sainte-Marie

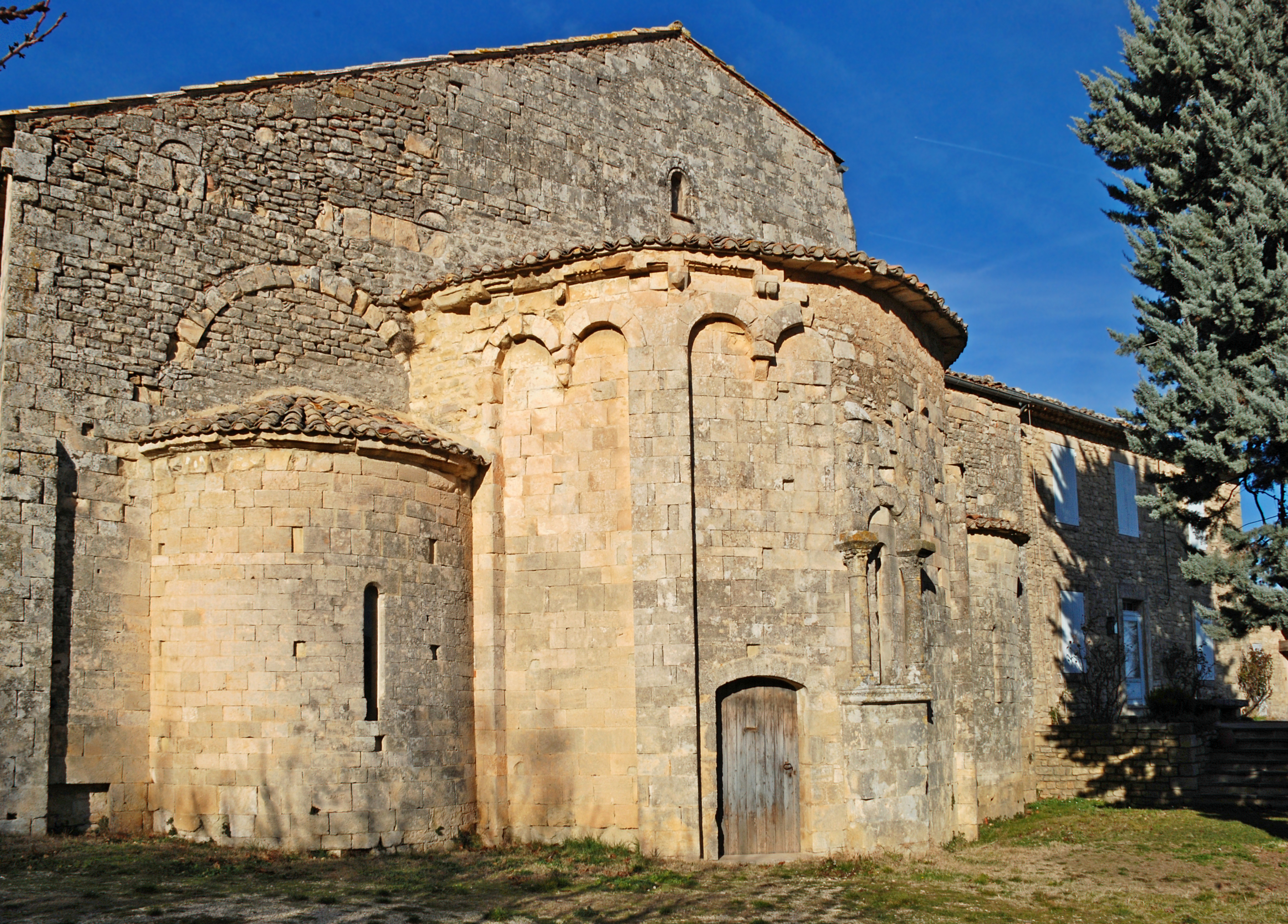
Abbaye Saint-Eusèbe de Saignon.

- Église Saint-Hilaire de Viens

## Art roman traditionnel
En dehors de l'art roman inspiré de l'antique, de l'art roman influencé par l'art hispano-mauresque et du style roman lombard, on trouve bien entendu également en Provence un grand nombre d'édifices romans traditionnels.

### Drôme provençale
- Notre-Dame-des-Aubagnans

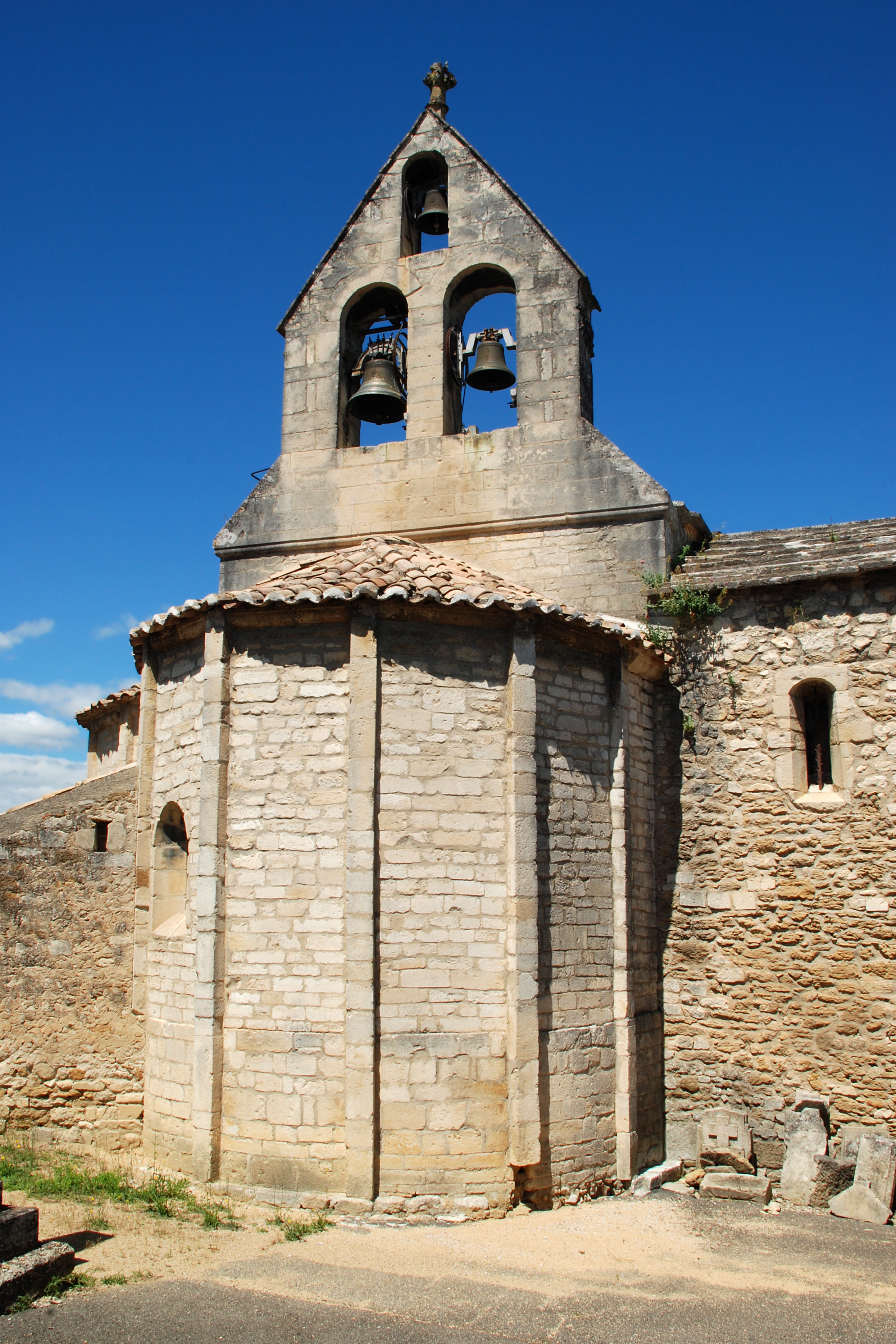
Église Sainte-Croix de La Baume-de-Transit.

- Église Saint-Pierre-ès-Liens de Colonzelle
- Église Sainte-Croix de La Baume-de-Transit
- Église Saint-Michel de Clansayes
- Chapelle des Barquets
- Chapelle Saint-Germain de Roussas
- Église Saint-Martin de Valaurie
- Église Saint-Philibert de Donzère
- Chapelle Sainte-Anne du Pègue
- Prieuré d'Aleyrac
- Église Saint-Pierre-et-Saint-Paul de Comps
- Église Notre-Dame-de-Sénisse de Rochebaudin
- Église Notre-Dame-la-Brune de Pont-de-Barret
- Abbaye Sainte-Anne de Bonlieu-sur-Roubion
- Prieuré de Saint-Marcel-lès-Sauzet
- Église Notre-Dame-la-Blanche de Savasse
- Chapelle Saint-Didier des Tourettes
- Église Saint-Félix de Marsanne

### Vaucluse

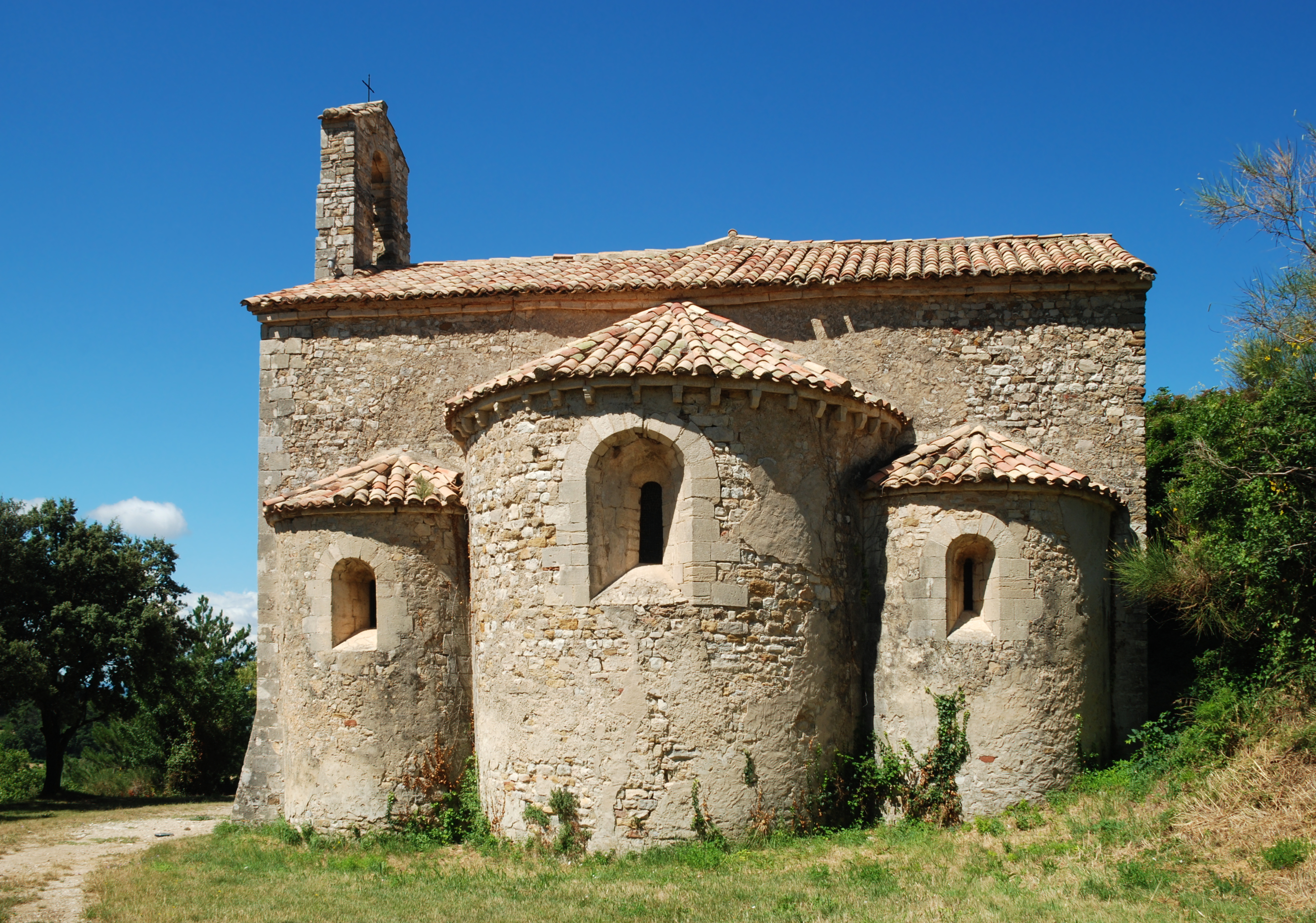
Chapelle Saint-Cosme et Saint-Damien de Gigondas.

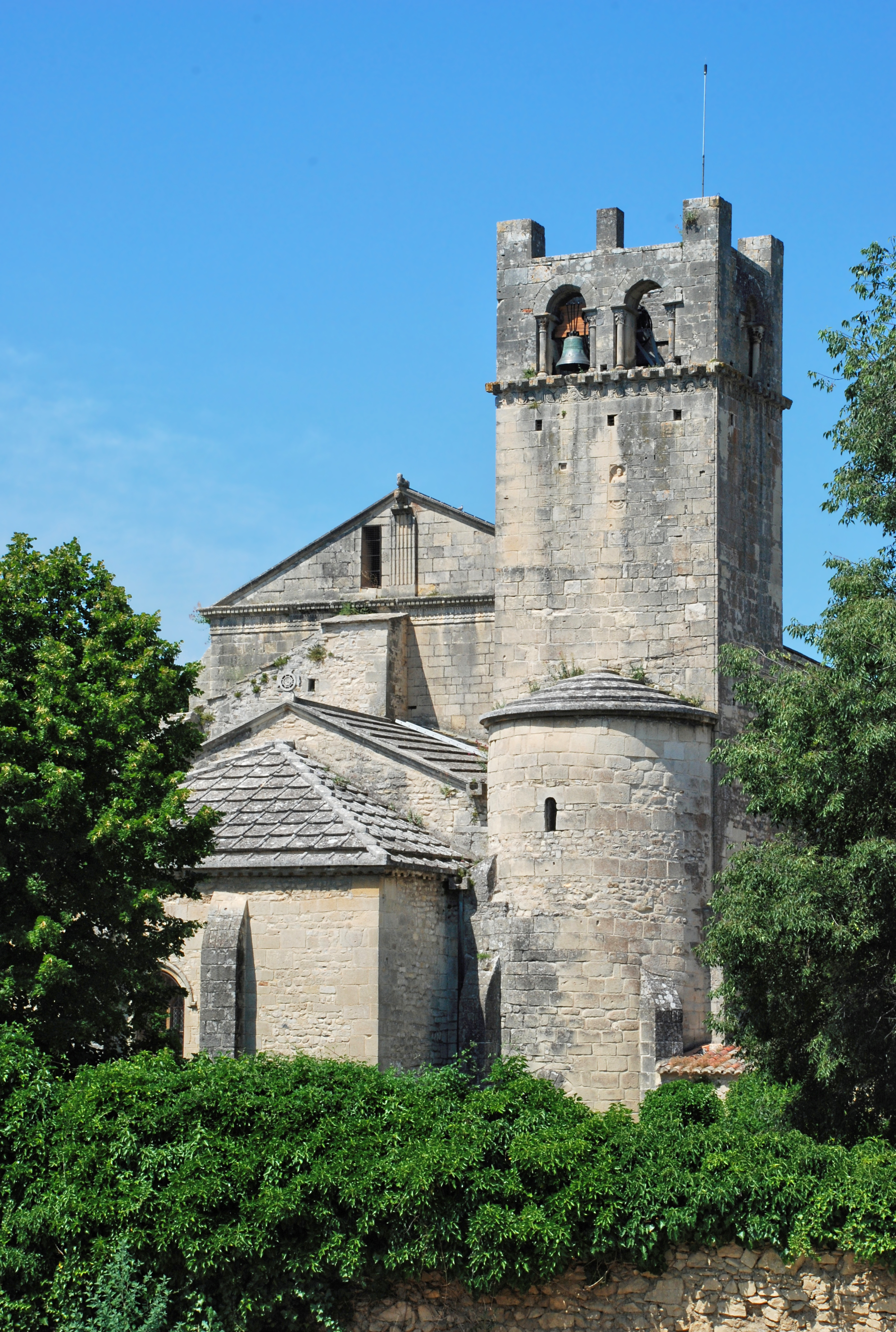
Cathédrale Notre-Dame-de-Nazareth de Vaison.

- Chapelle Saint-Bénézet et chapelle Saint-Nicolas sur le Pont Saint-Bénézet à Avignon
- Chapelle du Saint-Sépulcre de Beaumont-du-Ventoux
- Chapelle Sainte-Marguerite de Beaumont-du-Ventoux
- Chapelle de la Madeleine de Bédoin
- Chapelle Saint-Laurent d'Entrechaux
- Chapelle Saint-Cosme et Saint-Damien de Gigondas
- Chapelle Notre-Dame-du-Groseau (Malaucène)
- Église Sainte-Marie de Thouzon
- Chapelle Saint-Pierre de Thouzon
- Cathédrale Notre-Dame-de-Nazareth de Vaison
- Église Notre-Dame-de-Nazareth de Valréas

### Plateau d'Albion
- Église de Saint-Trinit

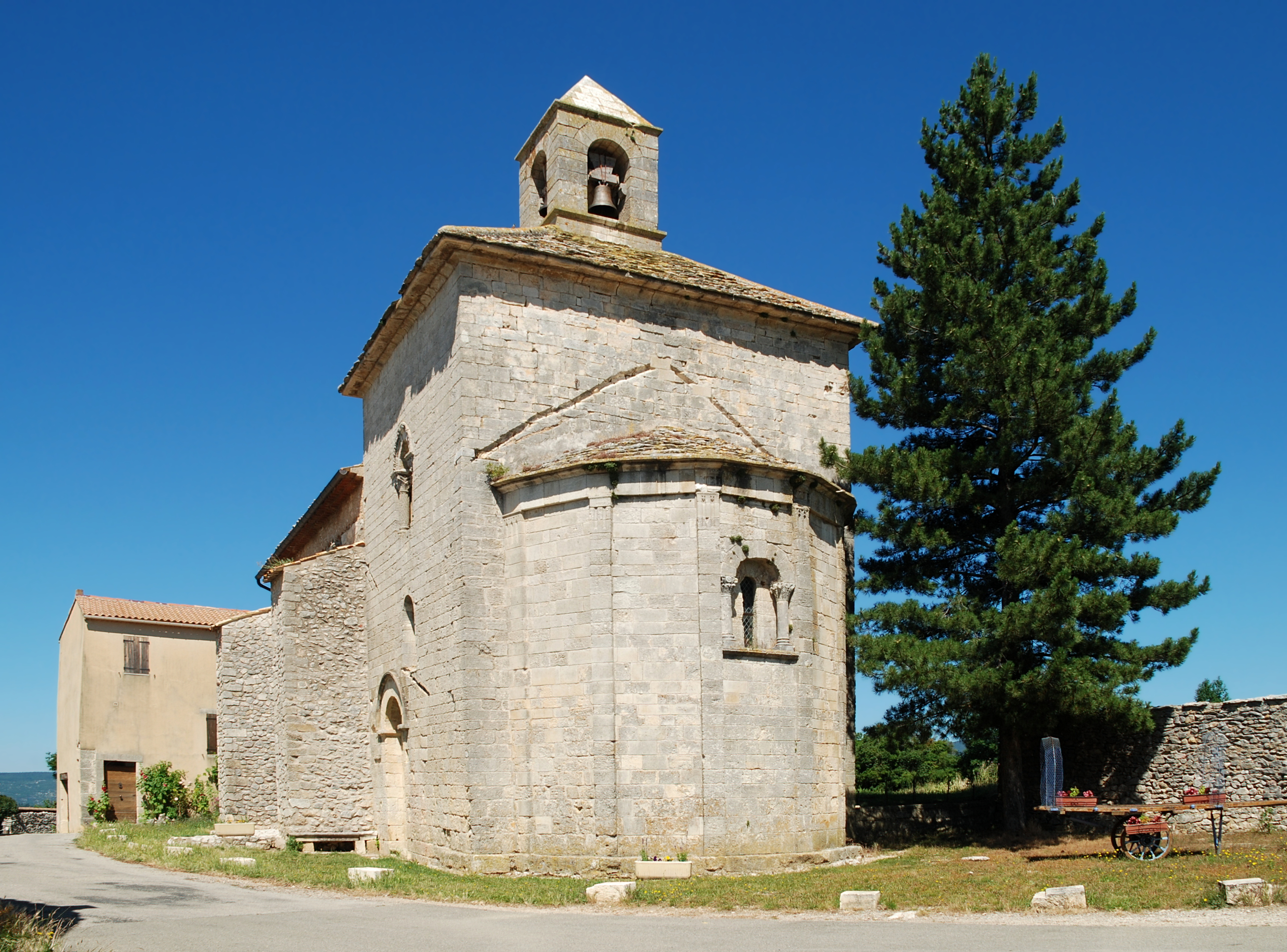
Église de Saint-Trinit.

- Église Notre Dame-et-Saint-Christophe de Saint-Christol
- Château de Simiane-la-Rotonde (salle d'apparat romane)
- Chapelle Notre-Dame de Lamaron

### Luberon
- Cathédrale Sainte-Anne d'Apt

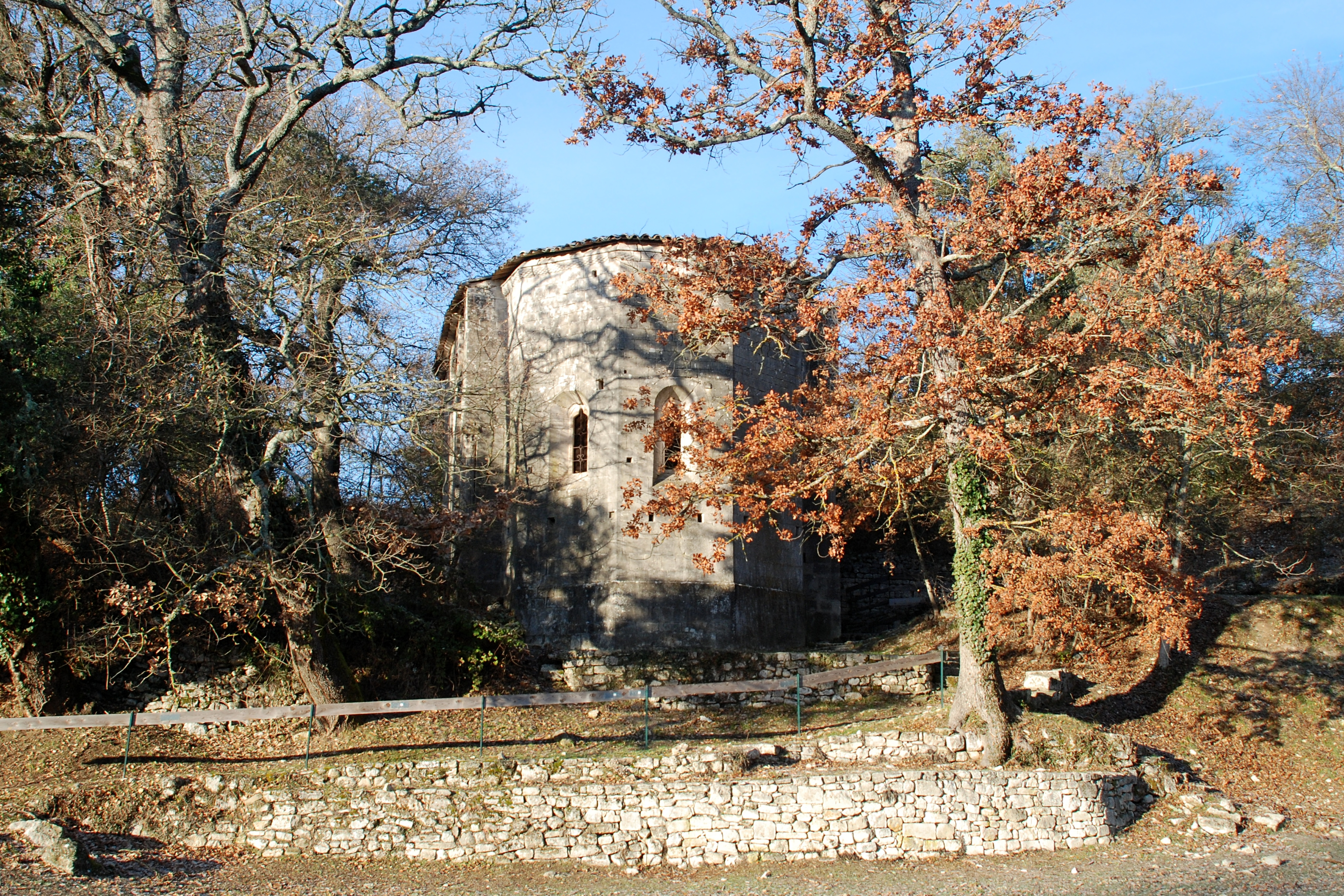
Prieuré de Carluc.

- Prieuré Saint-Symphorien de Bonnieux
- Prieuré de Carluc
- Église de Saint-Pantaléon

### Bouches du Rhône
- Arles : abbaye de Montmajour
- Chapelle Saint-Jean d'Alleins

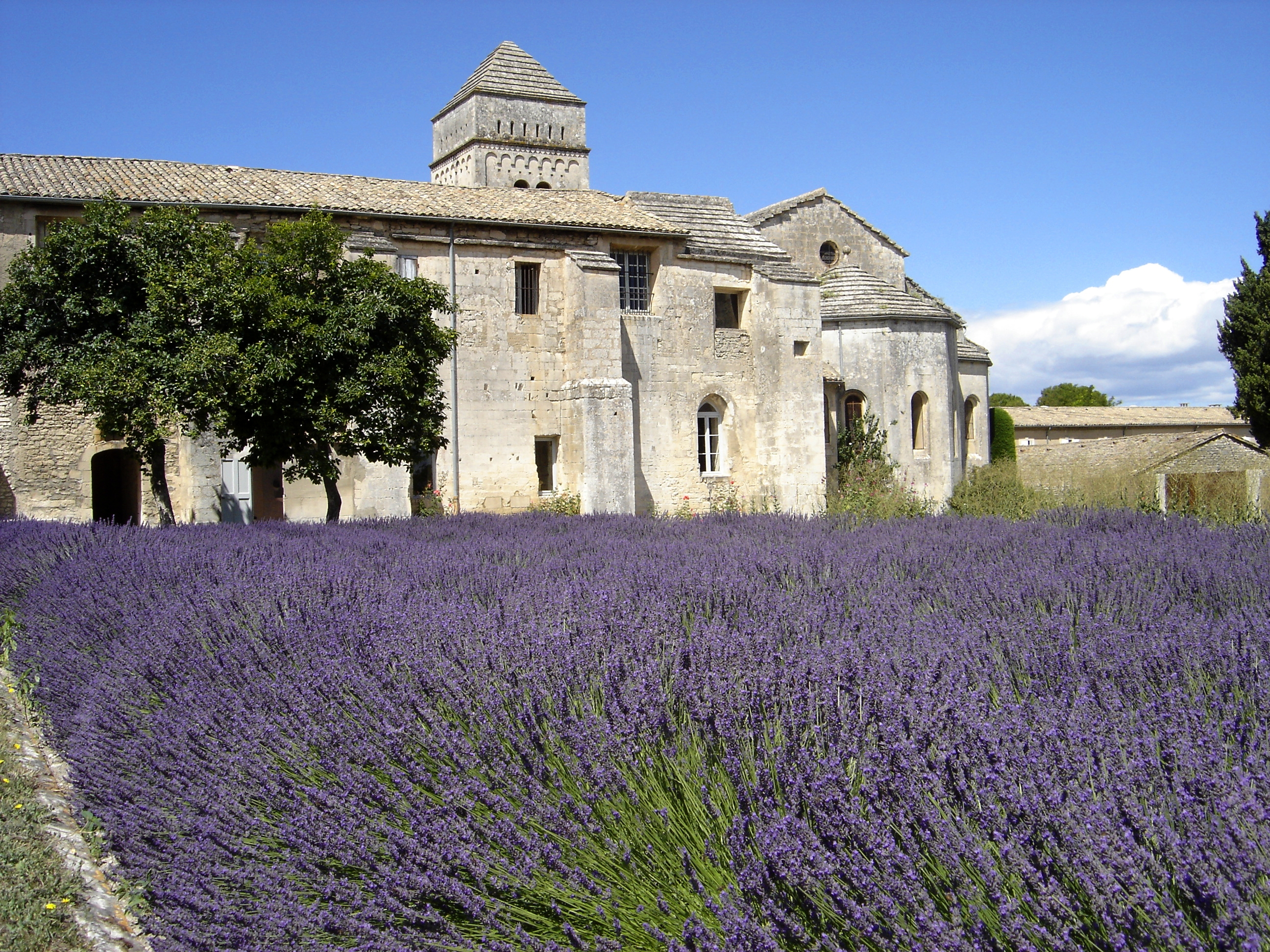
Monastère Saint-Paul-de-Mausole.

- Chapelle Saint-Martin-du-Sonnailler (Aurons)
- Chapelle Saint-Blaise des Baux-de-Provence
- Église Saint-Vincent des Baux
- Chapelle Saint-Julien de Boulbon
- Chapelle Saint-Cézaire de Château-Bas (Vernègues), adossée aux ruines du temple romain de Château-Bas, de la fin du Ier siècle avant notre ère
- Chapelle Saint-Sixte d'Eygalières
- Chapelle Saint-Véran d'Orgon
- Peynier : chapelle Saint-Pierre : abside semi-circulaire à voûte en cul-de-four et nef à deux travées couvertes de voûtes lombardes préfigurant l'arrivée de l'architecture gothique.
- Peynier : abside semi-circulaire de l'église paroissiale Saint-Julien avec voûte en cul-de-four et traces de peintures murales des XIIe – XIIIe siècles.
- Peyrolles-en-Provence : chapelle du Saint-Sépulcre (plan quadrilobé)
- Trets : église paroissiale Notre-Dame-de-Nazareth, chevet polygonal à frise lombarde munie de modillons sculptés de figures anthropomorphes ou animales et de formes géométriques, nef en berceau à trois travées.
- Saint-Rémy-de-Provence : monastère Saint-Paul-de-Mausole

### Alpes de Haute-Provence

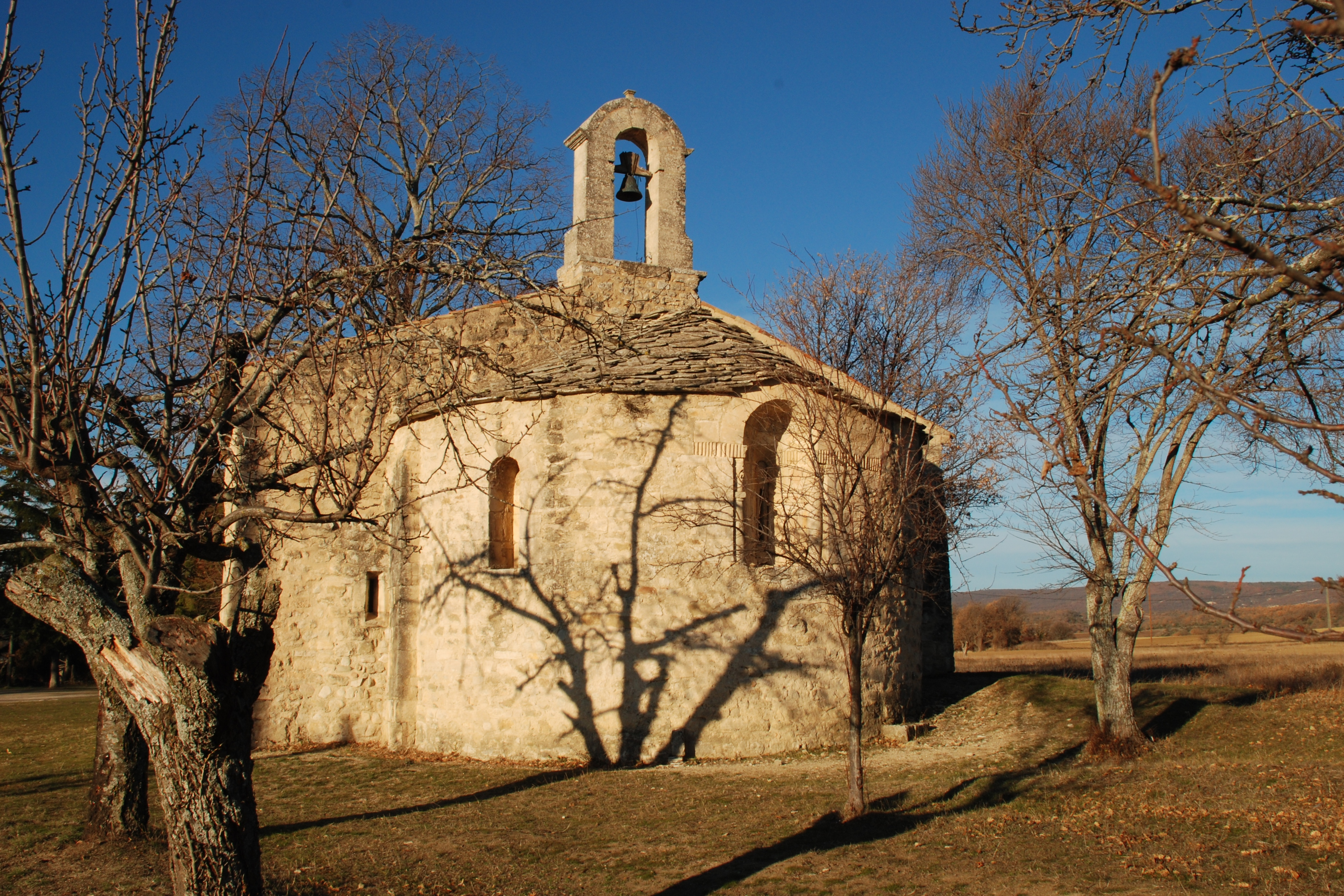
Chapelle Saint-Pierre de Pierrerue.

- Cathédrale Notre-Dame des Pommiers (ancienne cathédrale de Sisteron)
- Cathédrale Notre-Dame-du-Bourg de Digne
- Chapelle Saint-Pierre de Pierrerue
- Chapelle Saint-Paul de Saint-Michel-l'Observatoire
- Église Notre-Dame-des-Ormeaux de Gréoux-les-Bains
- Église Saint-Jean-Baptiste de Mallefougasse
- Église Notre-Dame de Romigier de Manosque
- Église Saint-Donat de Montfort
- Église Saint-Pierre de Pierrevert
- Église Saint-Martin de Volonne
- Castellane : chapelle Saint-Thyrse (près de Robion)
- Église Saint-Martin de Saint-Martin-les-Eaux
- Vergons : Chapelle Notre-Dame de Valvert
- Vilhosc : crypte du prieuré

### Hautes-Alpes
- Abbaye Notre-Dame de Boscodon

### Var

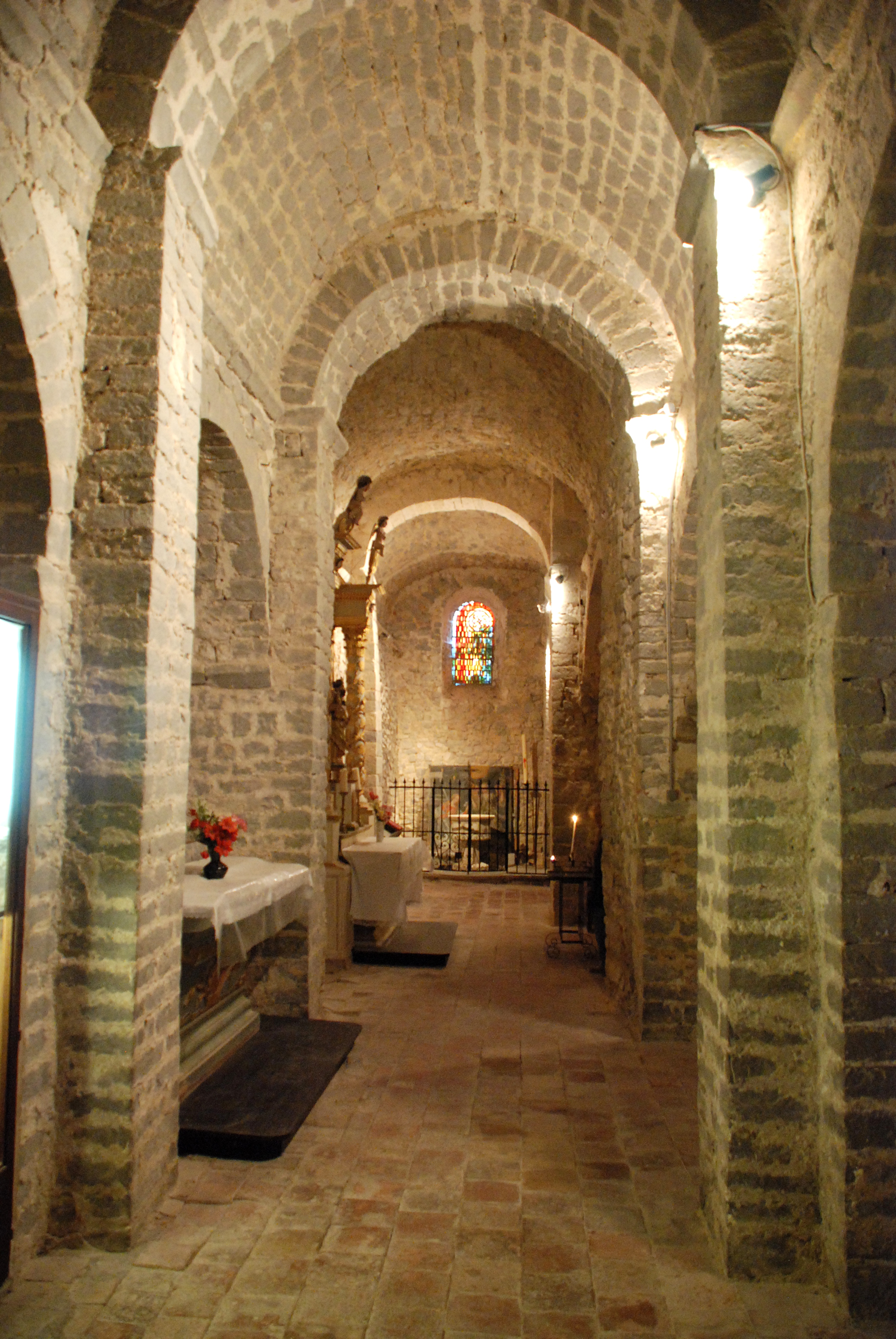
Saint-Julien-le-Montagnier.

- Beausset-Vieux : Notre-Dame du Beausset-Vieux
- Bras : chapelle Notre-Dame-de-Bethléem
- Brue-Auriac : chapelle Notre-Dame-de-Brue
- Callas : chapelle Saint-Auxile
- Comps-sur-Artuby : chapelles Saint-Didier et Saint-André
- Esparron : chapelle Notre-Dame-du-Revest
- Figanières : chapelle Notre-Dame-de-l'Olivier
- La Celle : église Sainte-Marie, église du Monastère Sainte-Perpétue consacrée en 1056; abbaye en cours de restauration
- Moissac-Bellevue : chapelle Notre-Dame-de-Laroque
- Ollières : église Sainte-Anne
- Ollioules : église Saint-Laurent
- Rians : chapelle Saint-Estève
- Roquebrune-sur-Argens : chapelle Saint-Pierre
- Saint-Julien-le-Montagnier : église paroissiale
- Salernes : église Saint-Pierre
- Seillans : chapelle Notre-Dame-de-l'Ormeau
- Six-Fours-les-Plages : chapelle de la Pépiole; collégiale Saint-Pierre

## Art cistercien (style de transition roman-gothique)

Abbaye de Sénanque.

La Provence compte trois abbayes cisterciennes, appelées les trois sœurs provençales, qui illustrent à merveille l'art cistercien :
- Abbaye de Sénanque
- Abbaye de Silvacane
- Abbaye du Thoronet

Ces abbayes combinent une façade et un cloître purement romans avec une église abbatiale présentant toutes les caractéristiques du style de transition roman-gothique marqué par l'apparition de l'arc brisé.